# お好み焼き

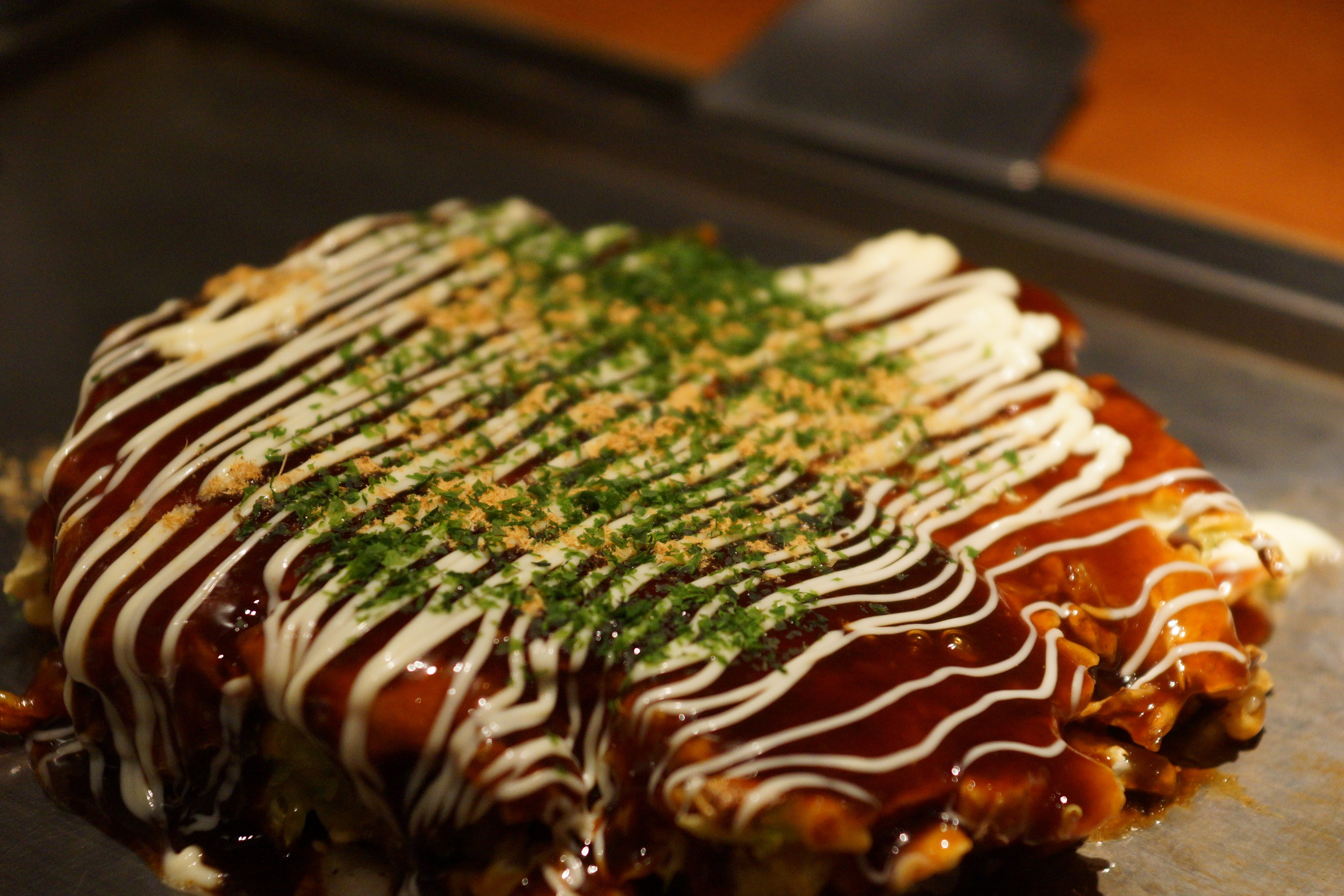
お好み焼きの例

お好み焼き（おこのみやき）は、小麦粉と鶏卵、キャベツ、ソースなどを使用する鉄板焼きの一種である。
水に溶いた小麦粉を生地として鶏卵、野菜、肉、魚介類、麺類など摂食者それぞれの好みの材料を使用し、鉄板の上で焼き上げ、ソース・マヨネーズ・青のり等の調味料をつけて食する。
焼き方や具材は地域によって差が見られ、関西流の焼き方と広島流の焼き方が異なる他、「ねぎ焼き」・「キャベツ焼き」、「べた焼き」、「遠州焼き」、「カキオコ」、「かしみん焼き」、「ちょぼ焼き」、「大阪焼き」、「はしまき」など様々な様式や具材のお好み焼き類似料理が存在している。
特に関西や広島を含む中国地方では、人々に愛される「ソウルフード」として定着している。
また海外での日本食ブームも追い風となり、世界中で認知を拡げている。
オックスフォード英語辞典に2024年から「okonomiyaki」が加わった。

## 歴史概略

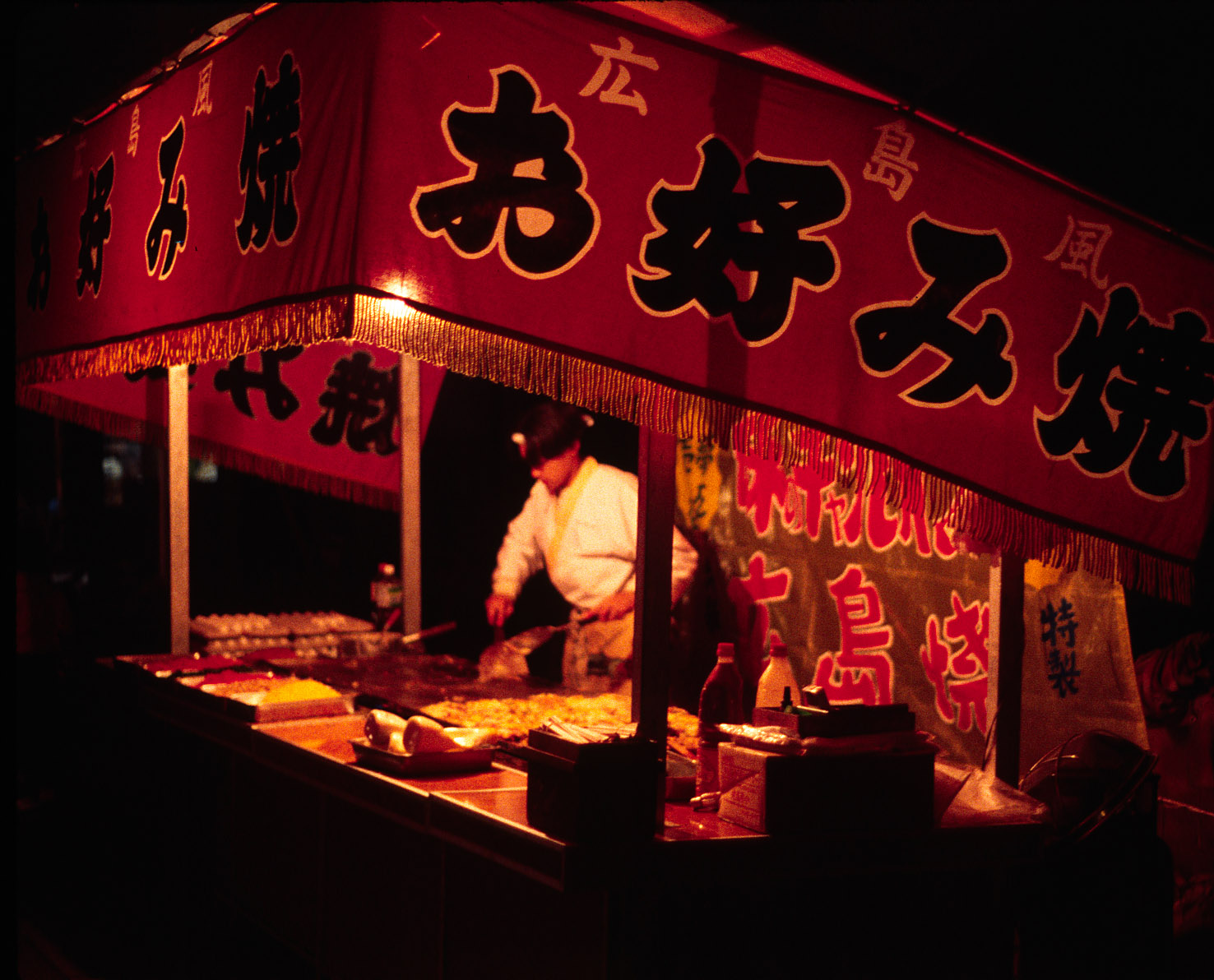
屋台のお好み焼き屋

### 前史
記録では日本における粉物料理の起源は、安土桃山時代の千利休が好んだという「麩の焼き」にあるといわれているがお好み焼きとはかけ離れたものであり、お好み焼きの起源としては異論もある。
現在のお好み焼きに近いものとしては明治に東京で定着していたもんじゃ焼きから派生し、昭和の初めに東京を中心に流行した「どんどん焼き」があり、屋台や縁日などで販売された。このどんどん焼きは近畿地方においては、ソースが洋食的で一銭で買えることから一銭洋食と呼ばれ広まっていった。こうした古いスタイルのお好み焼きの原型は、現在も縁日の沿道に出る屋台などで提供されている他、「ねぎ焼き」・「キャベツ焼き」、神戸市や高砂市の「にくてん」、岸和田市の「かしみん焼き」、京都市の「べた焼き」といった形で存続している。また、中国人が似たものをごま油で香ばしく焼いたものの屋台も存在する。

### お好み焼きの誕生と伝播
1918年（大正7年）3月24日の読売新聞朝刊に「蝦フライ一銭のどんどん焼」と題する記事が掲載されており、記事内では「どんどん焼き」という表現を用いながらも、その屋台の暖簾や品書きには「お好み焼」という表現が使用されている。また柳田国男は、1931年（昭和6年）に刊行された「明治大正史 第四巻 世相篇」において「子供を相手の擔ひ商ひの方でも飴や新粉の細工物は通りこして、御好み焼などといふ一品料理の眞似事が、現に東京だけでも数十人の専門家を生活させて居る」と書いている。
池田弥三郎の「私の食物誌」には「昭和6年〜7年（1931〜1932年）ごろに銀座裏のお好み焼き屋が密会所のようになり、風俗上の取り締まりで挙げられた」というエピソードが記録されており、当時のお好み焼き屋は飲食を口実として懇ろの男女に逢瀬の場を提供する、どちらかと言えばいかがわしい業態としても機能していたことが読み取れる。食文化史研究家の岡田哲は、「お好み焼き」は当時の東京の花街において、座敷にしつらえた鉄板で客が自分の「好み」に焼く風流な遊戯料理として誕生したというこの証言に基づいた解釈を紹介しており、日本コナモン協会会長の熊谷真菜も自著にて同じ説を採用している。
作家の田辺聖子は同じく作家の藤本義一との対談の中で、大阪でお好み焼きが知られるようになったのは昭和16〜17年ぐらいからではなかったかと発言している。現存するお好み焼き屋の中で最古とされる店は、浅草の「風流お好み焼 染太郎」で1938年（昭和13年）の創業であるが、大阪でも同じ時期に「以登屋」（現在は閉店）が開店しており、大阪で初めて客に自由に焼かせる「お好み焼き」を紹介したとされる。以登屋は芸者や花柳界の粋人、船場の旦那衆などを対象とした高級店で、市中の洋食焼きが10銭程度であった時代に1円50銭もしたという。ちなみに大衆店として人気を博した染太郎では、創業当時のお好み焼きの価格は一枚5銭であった。
戦後、「お好み焼き」という言葉は客が自分で焼いて楽しむという原義を離れ、ネギではなくキャベツを用いた粉物料理そのものを指すようになる。キャベツを用いる混ぜ焼き式の「お好み焼き」は近畿地方を中心に戦後急速に浸透し、全国各地で洋食焼き・どんどん焼きからお好み焼きへと料理の名称と調理法が更新されていった。焼き方に関しては現在も戦前のスタイルを残す地域が存在するものの、名称の点ではほぼ全国的に「お好み焼き」に統一されている。お好み焼きは戦後の大阪において、具材やソースの追加、腰掛け式のカウンターテーブルの採用などの変化を経て、本家と言われるほどに発展していく。昭和中葉（中期）には、大人が飲食店としての「お好み焼き屋」で座って鉄板を前に焼きながら食べる本格的なお好み焼きと、子どもが「立ち食い」を前提に「新聞紙」に包んだ二つ折りのものをその場で立って食べる、簡便なお好み焼きとが分かれて存在した。
広島は戦前の東京で誕生したお座敷料理のお好み焼きはもちろん、戦後に広まった混ぜ焼き式のお好み焼きの影響も受けなかった地域であるが、どんどん焼きは乗せ焼きが主流であり、どんどん焼きから一銭洋食として伝わり、関西のお好み焼きも広島のお好み焼きも源流は同じである。どんどん焼きが関西に渡り一銭洋食に変化した。乗せ焼きの文化は広島だけでは無く、神戸・京都・徳島などでも残っている。戦災からの復興過程で1950年（昭和25年）ごろに発生した屋台街（後のお好み村）において、鉄板一枚で調理出来ることから、戦前の一銭洋食をベースに独自の変化を遂げ、後に広島お好み焼きと呼ばれる料理に発展した。

### 混ぜ焼きの発祥について
呉市の関西お好み焼き店「ぼてじゅ」の創業者である宅見義喜によれば、お好み焼きのルーツはピザであり、昭和初期に軍艦の乗組員がヨーロッパから呉に伝えたという。これを海軍工廠に徴用された大阪の料理職人が大阪に伝え、戦後の復興期に里帰りして関西お好み焼きの元になったと主張している。
「柔らかいもんじゃ焼きを屋台で販売するために粉の分量を増やしたのがどんどん焼きの始まりである」とする説があるが、そもそも現在のもんじゃ焼きが誕生したのは昭和30年代のことであり、戦前の文字焼きは蜜の入った具なしの甘い生地を焼いて食べる子供のおやつであった。またどんどん焼きは一銭洋食と同じ「乗せ焼き」であり、後のもんじゃ焼きやお好み焼きのように生地に具材を混ぜ込む調理法は挽肉を用いる一例を除き記録には残っていない。池波正太郎は昭和初期を回想したエッセイの中で、今のお好み焼のごとく何でも彼でもメリケン粉の中へまぜこんで焼きあげるというような雑駁なものではなかったと語り、数あるどんどん焼きの中で唯一「牛てん」というメニューだけがネギとひき肉を生地に混ぜてから焼いていたと証言している。
三宅正弘は、戦前のお好み焼き屋において、一人前ずつの分量を座敷に運んで客に焼かせるという提供方法から必然的に合理的で管理がしやすい混ぜ焼きとなり、これが「お好み焼き」という言葉とともに大阪に伝わったのではないかと考察している。
現存する最古のお好み焼き店は、1938年（昭和13年）に東京浅草で創業した「染太郎」である。染太郎では戦前から続く古風なメニューを多く残しており、キャベツではなく白ネギを用いたお好み焼きや、どんどん焼き形式の乗せ焼き、あんこ巻きなどの甘味焼きも提供されている。東京には染太郎以外にも「松浪」や「まりや」など、黎明期の面影を残すお好み焼き屋がいくつか残存している。
一方、大阪屈指の老舗として知られる千日前の「はつせ」は全席完全個室で、風俗上の取り締まりを受けたという戦前のお好み焼き屋の姿を偲ばせる作りとなっている。近年はカウンター式で店員が焼き、マヨネーズまでかけた状態で提供されることが多くなった大阪だが、この店ではお好み焼きが東京から伝わった当時の様式を今もなお維持している。
これら老舗に共通するのは「客が自分で焼く」という点であり、店側は鉄板と材料を提供するのみで、特に要望のない限り店員が客席に顔を出すことはない。また焼き方や味付けは文字通り「お好み」であるが、基本的には具材をすべて混ぜ込み、よくかき混ぜてから焼くことを推奨している。

### 乗せ焼きの発祥について
前述のように混ぜ焼きよりも乗せ焼きの方が歴史は古く、東京の「お好み焼き」や神戸の「にくてん」は大正時代以前から普及していた。伝搬時期に地域差はあるものの、昭和の初めには東日本ではどんどん焼き、西日本では洋食焼きという名称でほぼ全国的に広まった。
一銭洋食の流れを汲む 広島お好み焼きは戦後の発祥で、後のお好み村に繋がる中央通りの屋台街から始まっており、屋台街誕生当時から営業している店にみっちゃんなどがある。

### 年譜
- 大正時代以前 - 正確な発生時期や相互関係については、記録や証言がないため不詳である。
  - 東京で「どんどん焼き」が誕生。
  - 神戸で「肉天」が誕生。
  - 近畿地方で「一銭洋食」が誕生。
- 昭和初期 - どんどん焼きが関東・東北に伝搬。洋食焼き（大正時代の一銭洋食）が神戸周辺を除く西日本全体へと広まる。
  - 1931年（昭和6年）ごろには、東京だけでも数十の「御好み焼」を提供する屋台が存在していた。サトウハチローは朝日新聞東京版で連載していた随筆『僕の東京地図』（春陽堂文庫、1940年）にヤキソバ、お好み焼、ポテトフライ、ロールキャベツ、カツレツなどを販売する屋台があったことを記している。
- 1931年 - 1932年（昭和6 - 7年）ごろ - 銀座裏のお好み焼き屋が風俗上の理由で摘発される。
- 1937年（昭和12年）ごろ - 大阪初のお好み焼き屋とされる「以登屋」が北新地近くに開店。
  - 東京で流行した「お好み焼き」が、大阪にも伝わる。
- 1938年（昭和13年）- 浅草に現存する最古のお好み焼き店である「風流お好み焼き 染太郎」が開店。
- 1939年（昭和14年）- 「染太郎」をモデルとした店の登場する小説「如何なる星の下に」が文芸誌に連載される。単行本としては翌1940年に刊行。
- 1941 - 1942年（昭和16-17年）ごろ - 大阪でも「お好み焼き屋」が街中で目につくようになる。
- 1942 - 1945年（昭和17-20年） - 食料統制のため外食産業が衰退。
- 1945年（昭和20年）- 戦後の闇市で粉物料理が復活。
  - 戦争による中断を挟んだことにより、洋食焼きやどんどん焼きが廃れ、キャベツを使用するお好み焼きが主流となる。
- 1948年（昭和23年）- 神戸の道満調味料研究所（現：オリバーソース）がとんかつソースを開発し販売開始。
  - 世界初の濃厚ブラウンウスターソース。この発明により、お好み焼やたこ焼に濃厚ソースを使用する食文化が関西に生まれ、神戸や大阪を中心に多くの地ソースメーカーが誕生した。
- 1950年（昭和25年）- 神戸市長田区で「モダン焼き」が誕生。当初はうどんを用いていたが、やがて中華麺が主流となる。
- 1950年（昭和25年）ごろ - 広島市の中央通りに後のお好み村に繋がる屋台街が発生[52]。サイズの大型化や、他地域では用いられないもやしを定番化するなど、広島独自の変化を遂げていく。また調理法、提供方法のいずれにおいても「お好み焼き」の影響を受けなかった土地ではあるが、名称だけはお好み焼きを名乗るようになる。「お好み焼き」という呼称に関しては、「好みの物を入れるが、『好み焼き』ではいけないので『お』を付けたのではないでしょうか」とみっちゃん店主は証言している[53]。
- 1952年（昭和27年）- 佐々木商店（現：オタフクソース）が業務用お好み焼用ソースの出荷を開始[出典 8]。
- 1953年（昭和28年）- 大阪玉出の「ぼてぢゅう」が宗右衛門町に進出。大阪で初めてカウンター形式を採用し、お好み焼きにマヨネーズを導入する。
- 1954年（昭和29年）- 広島市内で最初とされる関西お好み焼き店「大福」が創業[46]。
- 1955年（昭和30年）ごろ - 広島でもお好み焼きに中華麺を入れるようになる。広島お好み焼きのスタイルが確立。
- 1957年（昭和32年）- 佐々木商店が業務用に続き、家庭用「オタフクお好みソース」の市販を開始[出典 9]。
- 1964年（昭和39年）- 広島の胡町に「関西風」お好み焼き店「徳川」が開業[57]。
  - 徳川の出店は広島県民に関西お好み焼きの認識と広島風お好みの再認識する出来事になった[58]。
- 1965年（昭和40年）- ぼてぢゅうチェーン（現：ぼてぢゅうグループ）が東京渋谷に進出。大阪発のお好み焼き店が全国展開を開始する。
- 1968年（昭和43年）- オリバーソースが家庭用「お好み焼ソース」の市販を開始。
- 1970年（昭和45年）- 大阪万博開催。お好み焼きが大阪名物としての地位を固める。
- 1973年（昭和48年）- 大阪の千日前に「千房」が開店。
  - お好み焼きの高級化路線が進行する。また客に焼かせる店が減少し、店員が焼いて提供するスタイルが関西の主流となっていく[要出典]。
- 1975年（昭和50年）- 3月10日の山陽新幹線の全通で、広島ー東京間が1本でつながったことは多くの恩恵をもたらし[出典 10]、広島お好み焼きが全国的に知名度を上げるきっかけになったとされる[出典 11]。4月、東京初の広島スタイルのお好み焼き店・千駄ヶ谷「お多福」が開店[63]、店の看板に「ひろしま風」と掲げる[63]。
- 1977年（昭和52年）- 東京下北沢に広島名物お好み焼き「おたふく」が開店。
- 1981年（昭和56年）- 同じく下北沢に広島お好み焼き「かどまえ」が開店。
- 1983年（昭和58年）- 下北沢に「広島焼きHIROKI」が開店。
  - 以降、広島独自のお好み焼きの存在が徐々に他地域でも知られるようになる。

## お好み焼き（関西）

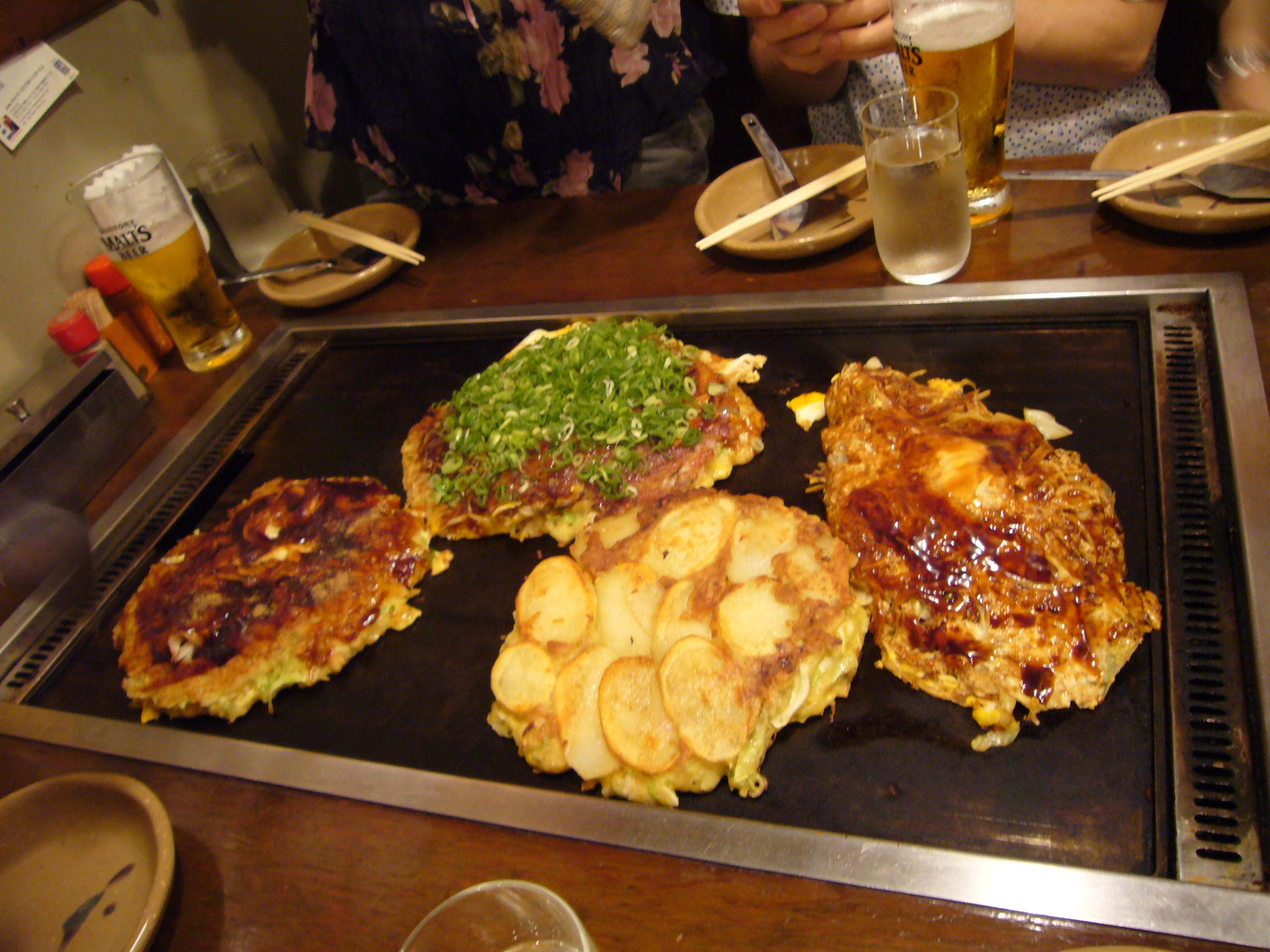
関西お好み焼き

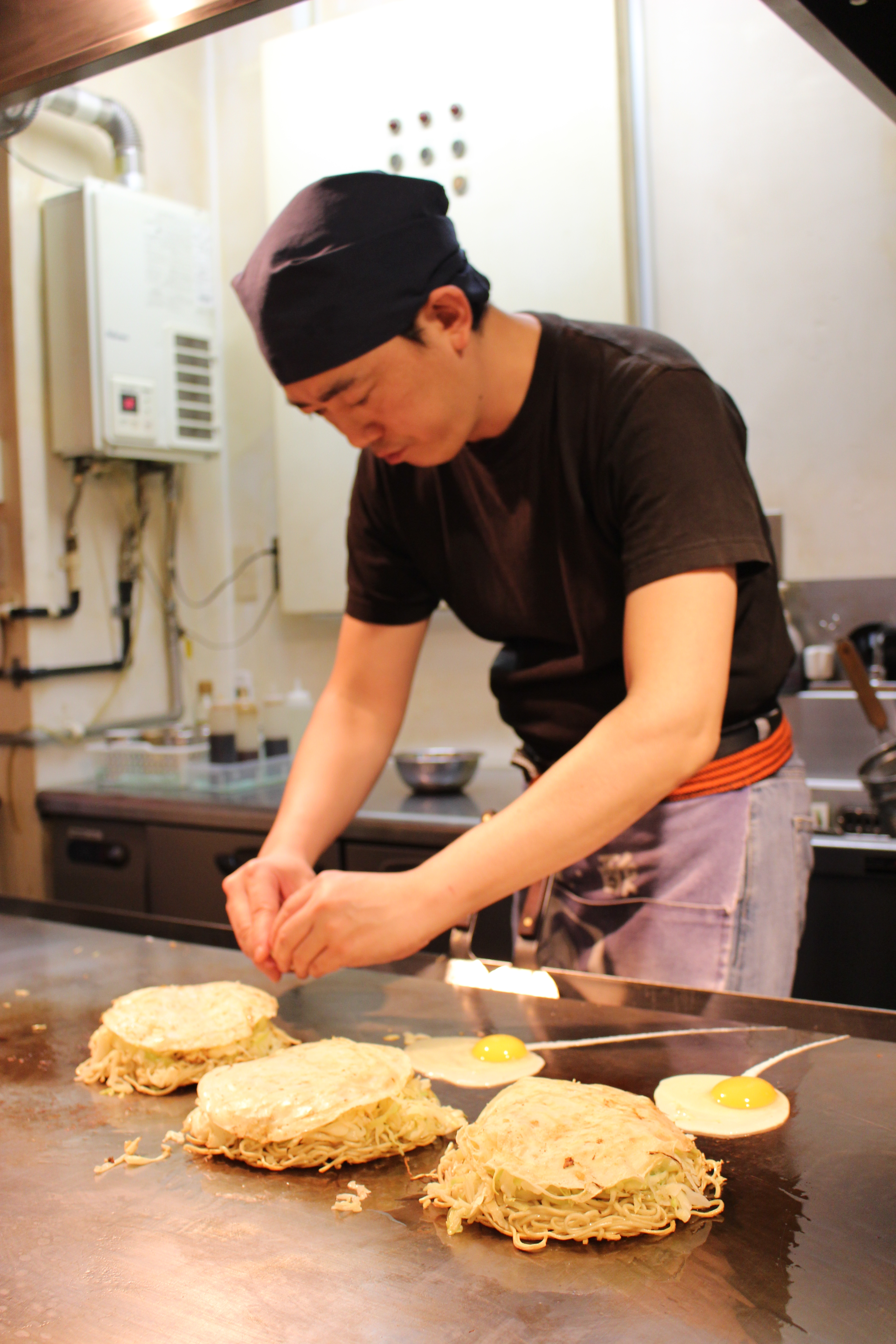
広島お好み焼きを調理する様子

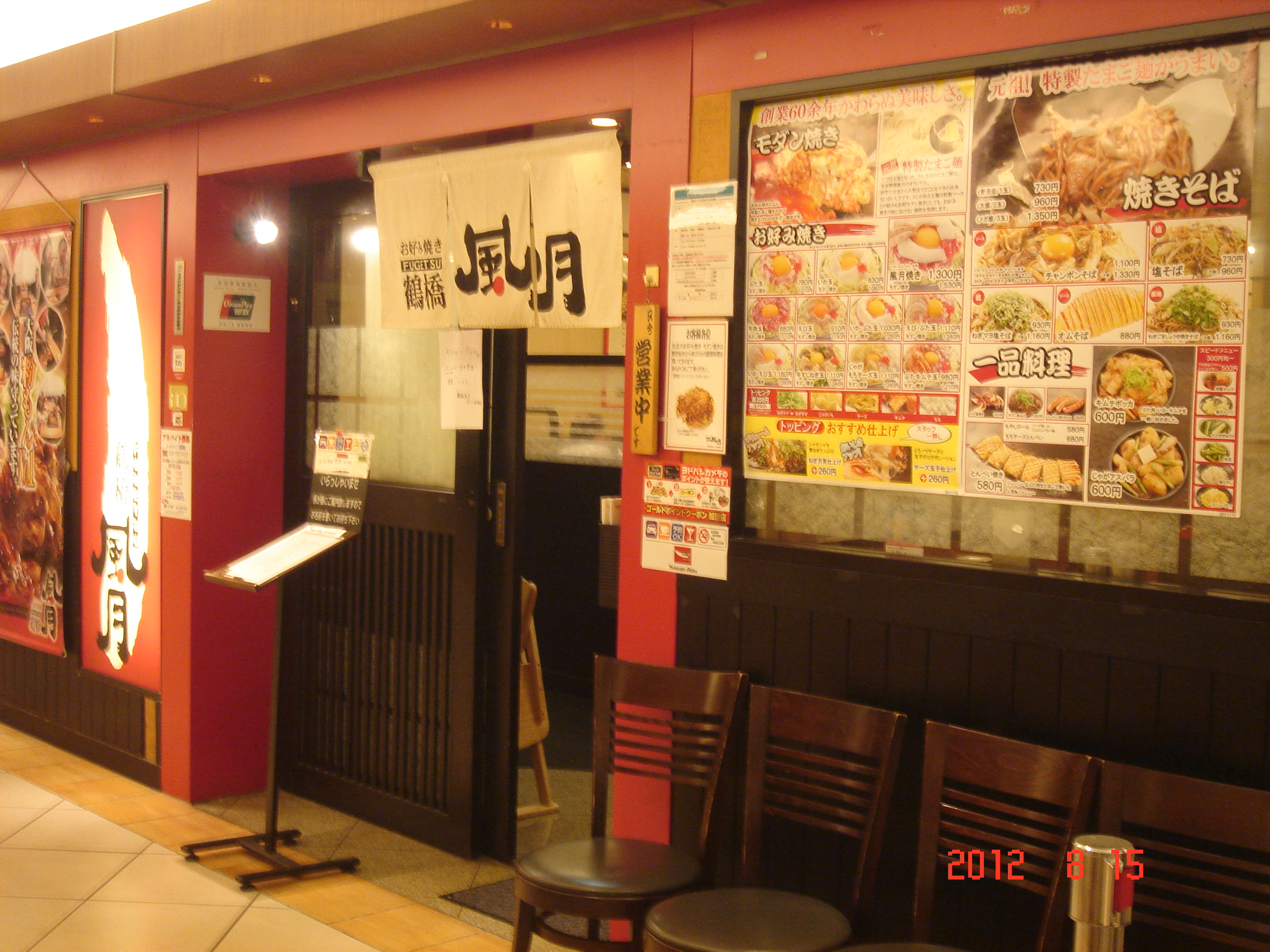
関西お好み焼きチェーン店の一例（鶴橋風月）

### 特徴
みじん切りにしたキャベツや鶏卵、干しエビなどを生地に混ぜ込んでから焼くスタイルのお好み焼きのことを「関西風」お好み焼きと呼ぶことが多い。しかしながら、実はこのスタイルのお好み焼きの発祥は東京であり、関西地方においても京都市など昔ながらの「洋食焼き」の流儀で、鉄板に薄く延ばした生地の上にせん切りのキャベツと具材を載せて焼きあげる重ね焼きが主流となってきた地域も少なくない。
大阪を中心とする関西地方のお好み焼きにも様々な調理方法があるが、混ぜ焼きにのみにみられる特徴として、食感を軽くするために生地の中に山芋を混ぜ込むことが多い点があげられる。
キャベツや鶏卵がいつごろから使用されるようになったかについては、はっきりしたことは分かっていない。キャベツそのものは1904年（明治37年）ごろから普及しており、決して高価な食材ではなかった。ただ、青ネギを用いる西日本と、白ネギを用いる東日本では、戦前の一銭洋食時代においても用いられる野菜が異なっており、西日本の洋食焼きがもっぱら青ネギを使用したのに対し、同時期のどんどん焼きには白ネギだけではなくキャベツやタマネギなども定番の素材として使用されていた。戦争中の食糧事情が悪い時期に、単価が安く腹持ちのいいキャベツを用いる「お好み焼き」が伝わったこと、また戦後ほどなくキャベツとの相性が良い濃厚ソースが開発されたこともあって、西日本でも徐々に「ネギを散らして焼く洋食」から「キャベツをたっぷりと混ぜて焼くお好み焼き」へと切り替わっていったのではないかと推測される。
鶏卵については大規模養鶏が導入されたのは昭和30年代であり、戦後しばらくまでは高級食材であった。現在も地域によってはデフォルトの仕様が玉子なしの店が少なからず存在し、玉子を追加する場合は「豚玉」「いか玉」のようにメインとなる具材の後に「玉」を付けて注文する。

### 歴史
関西地方においても、戦前は生地を薄く引いた上に具材を重ねて焼き上げるいわゆる「洋食焼き」が主流であった。昭和の初めに東京で生地と具材を混ぜて焼く「お好み焼き」が誕生し、それが遅れて大阪にも伝わった。1937年（昭和12年）には老舗として知られた「以登屋」が北新地近くに開店しているが、東京式に客が自分で焼くスタイルで、「あんこ巻き」のような東京にしか見られないメニューも提供されていたという。
戦後になり、混ぜ焼きのお好み焼きはそれまでの洋食焼きに代わって関西一円に広まった。終戦直後は「代用食」としての位置づけでもあったため、子どものおやつや嗜好品であった戦前に比べサイズやボリュームも必然的に大きくなった。お好み焼きは関西の庶民に愛され、街中には多くのお好み焼き屋が商い、独自の味を競うソースメーカーが誕生した。また家庭においても鉄板を特注して楽しむなど、地域に根付いた文化として成熟していった。
大阪がお好み焼きの本場として認知されるようになったのは、1970年代以降のことである。これは「ぼてぢゅう」や「千房」など有名店の台頭、マヨネーズや山芋を用いるといった独自の進化、大阪万博による注目度や観光客の急増などによるところが大きいと思われる。また、客が自分で焼く料理として生まれたお好み焼きを、プロの焼き手が焼いて提供するというスタイルに変えたことで「料理」としての付加価値が高まったことも理由のひとつであろう。
なお、混ぜ焼きのお好み焼きが「関西お好み焼き」と呼ばれるようになったのは、広島お好み焼きがマスコミに紹介されて以降のことである。広島お好み焼きの店は1980年前後から他地域への進出が始まり、当時すでに全国的に標準となっていた混ぜ焼きのお好み焼きが改めて「関西風」と命名されることとなった。
関西では、格子型に切り分けるのに対し、関東ではピザ風に切り分ける。

### 調理法
だし汁に小麦粉、そして鶏卵や山芋を混ぜた生地にみじん切りのキャベツを混ぜて焼く、いわゆる「混ぜ焼き」が主流である。ただし東京のように肉などを混ぜ込むことはあまりなく、メインとなる具材は上に載せたり、あるいは別に炒めて載せることが多い。また昔ながらの「重ね焼き」や、千切りキャベツと生地を混ぜるのみであとは重ねて焼く地域なども点在しており、必ずしも関西では混ぜ焼きがすべてというわけではない。

### ソース
とんかつソースが発明される1948年（昭和23年）以前は、粘度の低いウスターソース（中濃ソース・とんかつソースなどを含むウスターソース類の総称ではなく、狭義のウスターソース。以下同じ）、あるいは醤油が使われていた。現在はお好み焼き用に調整された粘度が高く甘みの強いお好みソースが主に用いられるが、神戸市のように、どろソースと呼ばれる非常に辛いソースが使用される地域もある。
2020年（令和2年）時点で、広島発のオタフクソースが大阪を含む関西でシェア4割、2024年（令和6年）時点では、関西の家庭で使われるお好み焼き用のソースの8割近いシェアに達し、関西人にも愛されている。関西のお好み焼店のソースもオタフクソースをベースに店独自のアレンジを加えるケースが多い。オタフクソース広報部は、関西のダシ文化に様々な旨味が入ったオタフクソースが受け入れられたこと、マヨネーズの酸味と酸味が少ないオタフクソースのマッチングも良かったのでは、と述べている。日本コナモン協会の熊谷真菜は「だしのきいた甘みのあるやさしい味が、どこか懐かしい気分にさせてくれる」と絶賛している。
近畿地方、特に兵庫や大阪では各地に独特の「地ソース」が多数存在しており、お好み焼き専門店では、業務用として卸されるこれらのソースをブレンドして独自の味を作り出している。

また今日では、オリバー、イカリ、カゴメ、オタフク、ブルドックといった大手のみならず、中小メーカーからも風味の異なるお好み焼き専用ソースが何種類も発売されている。近畿地方では街のどこのスーパーにもお好み焼きソースが十数種類陳列されているほどで、個々人のソースへのこだわりの深さを感じさせられる。

#### マヨネーズ
お好み焼きにマヨネーズを最初に使用したのは大阪市の「ぼてぢゅう」で、1953年（昭和28年）のことである。昭和40年代から大阪を中心に普及し、後に全国的に広く使われるようになった。
同じ関西でも大阪と神戸ではマヨネーズに対する嗜好に違いがある。現在の大阪では、どの店でもマヨネーズがかけられて提供されるのに対し、神戸ではマヨネーズを置かない店も少なくなく、置いていても注文がなければ出さない店が多い。全国的に、関西風の混ぜ焼きお好み焼きを提供する店ではマヨネーズが使用されることが多い。店によってはマスタードやトマトケチャップを少量加えることもある。マヨネーズが嫌いな場合は､ ｢マヨネーズ抜き」で注文することができる。

### モダン焼き

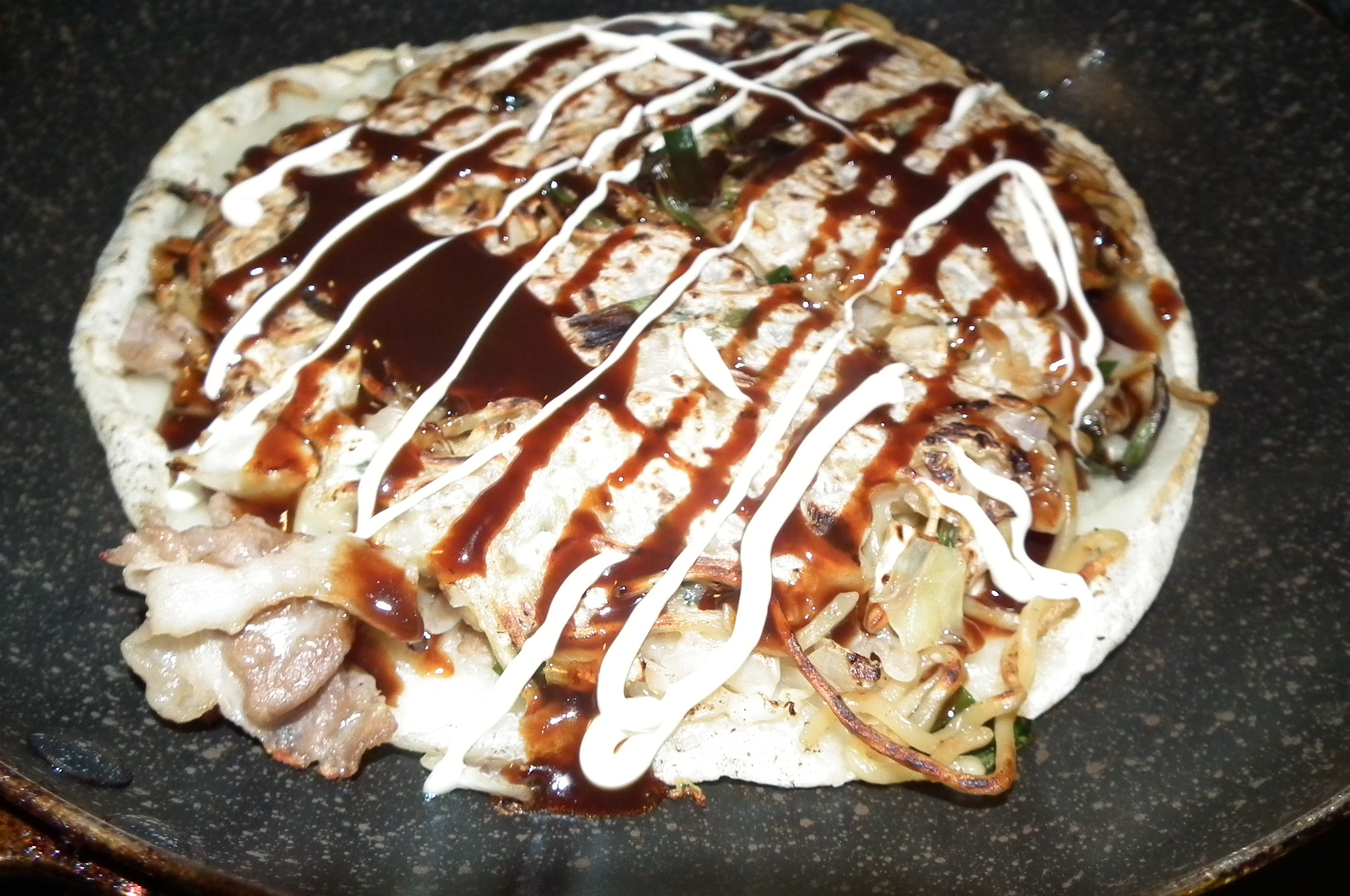
モダン焼き

モダン焼き（「そばのせ」とも言う）とは、茹でた（あるいは蒸した）中華麺を、お好み焼きの具材として重ねて焼いたものである。中華麺をそのまま載せるか鉄板で焼くか、麺に味付けを行うか行わないかなど、店によってレシピは様々である。ベースとなるお好み焼きも店や地域によって混ぜ焼きの場合と乗せ焼きの場合があり、後者は広島のお好み焼きと見た目は似ている。しかし微妙に作り方は違い、広島のお好み焼きが、具材が何層かに分かれているに対して、モダン焼きとは、そばとお好み焼きが馴染んでおり、あくまでも大阪のお好み焼きが変化したスタイルである。
中華麺の代わりにうどんを用いる場合もあり、「うどんモダン」や「うどんのせ」と呼ばれる。
広島お好み焼きと同じく「乗せ焼き」の発想から生まれたメニューであり、1950年（昭和25年）に『志ば多』（神戸市）で考案されたという説が有力である。同店では、当初はそばではなくうどんを使用しており、現在もうどんモダンが名物となっている。
また大阪の「ぼてぢゅう」も同社が発祥と主張しており、高度経済成長期に同社が売り出した「もりだくさん焼き」が略されて「もだん焼き」になり、後付けでモダン＝近代的の意味が付与されたとしている。

### サービススタイル
関西のお好み焼き屋では、焼き始めから最後の青海苔や削り節等のトッピングまで全ての調理工程を店員が行うスタイルが一般的である。焼き上がったお好み焼きは、俗に「ちりとり」と呼ばれる大型の起こし金で各人の席に運ばれる。過去には関西も客が自分で焼く「客焼き」の店が主流であったが、店焼きに変わったのは「大阪人は合理的で店の人に焼いてもらったほうが早くて時間の節約になるから」という説がある。
一方、「お好み焼き」の元祖である東京では、椀やカップに入った生の具材と生地を提供し、客が自分でかき混ぜて焼き上げるセルフサービスが標準である。このスタイルの店は、お好み焼きがあまり一般的ではない地方都市にも多い。大阪も昔はこの形式が少なくなかったが、現在は創業の古い老舗店と関東発祥のチェーン店以外ではほとんどみられない。

### 食べ方
お好み焼きを米飯のおかずと考えている人は全国では2割だが、大阪では半数近くと他を圧倒しているという調査結果がある。実際には大阪人でご飯とお好み焼きを一緒に食べる人は少ない。関西のお好み焼き屋、定食屋には米飯を添える「お好み焼き定食」を出す店舗が存在する。
関西地方では、コテ（方言でテコとも言う。正式名称は「起し金」）でお好み焼きを食べやすい大きさに少しずつ切り、直接コテに載せて食べる。あらかじめ切り分ける場合は格子状に四角く切るのが普通で、関東地方でよく見られるような放射状に切ることはない。

## お好み焼き（広島）

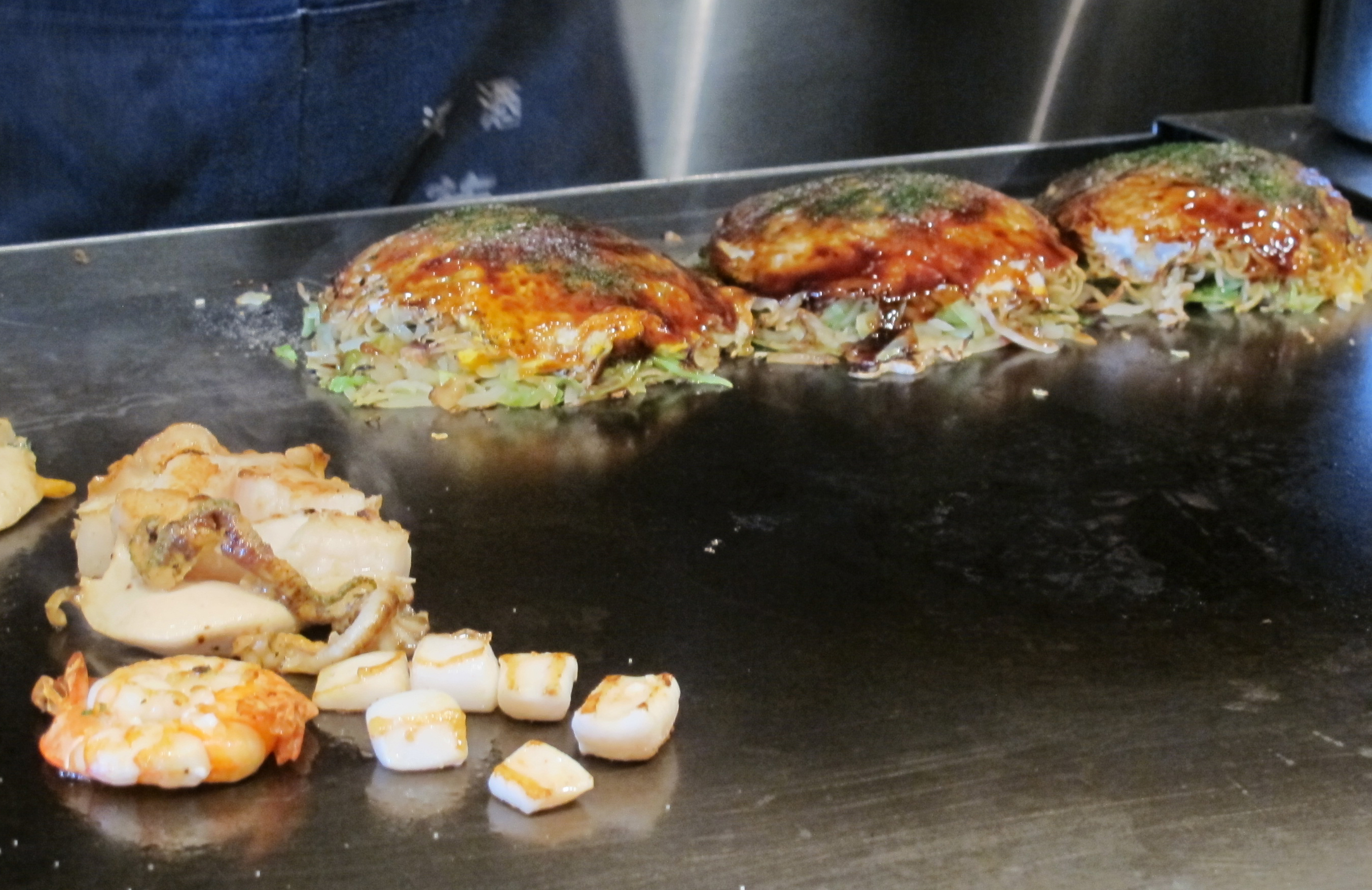
鉄板で調理中のお好み焼き

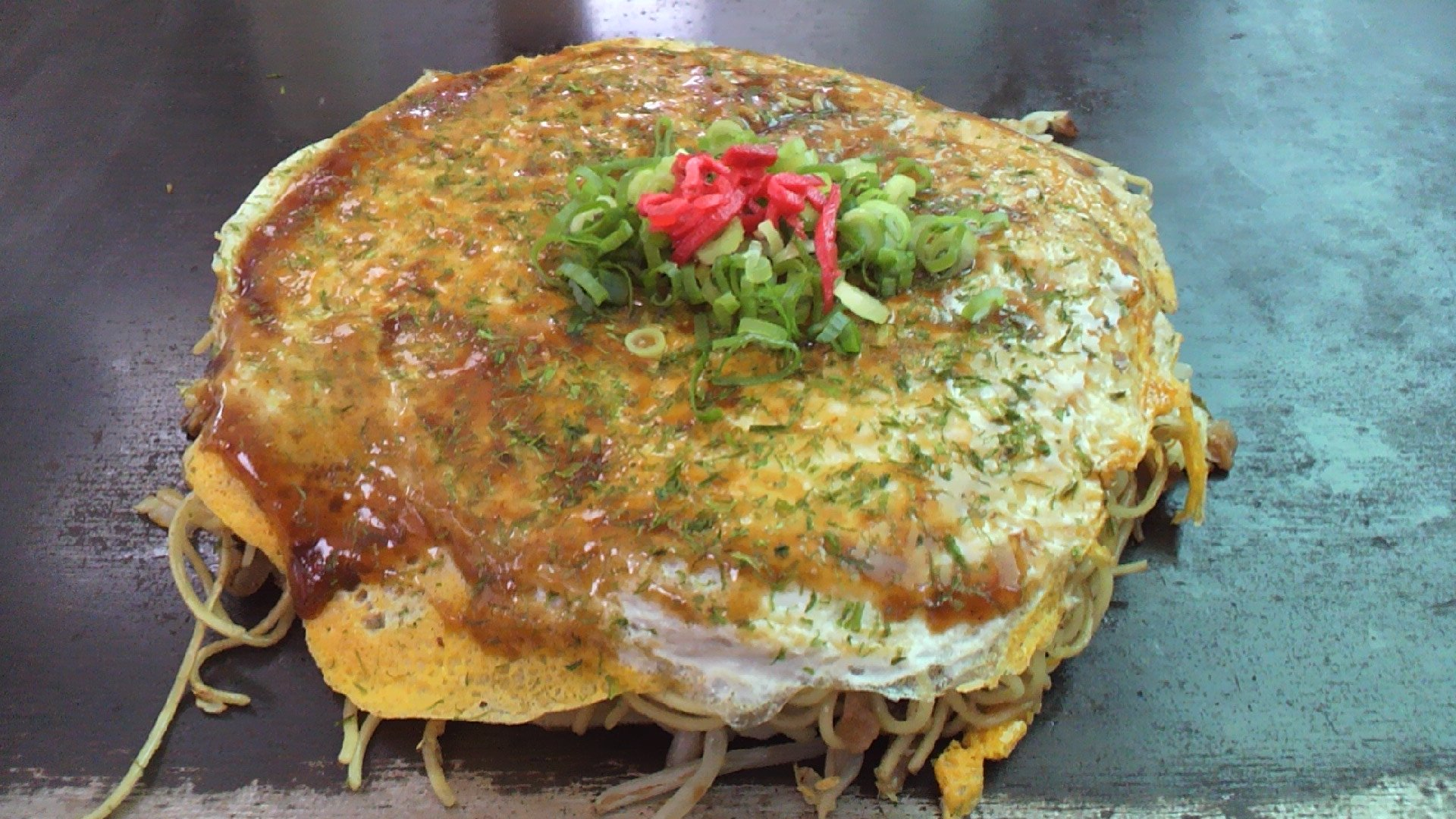
広島お好み焼き

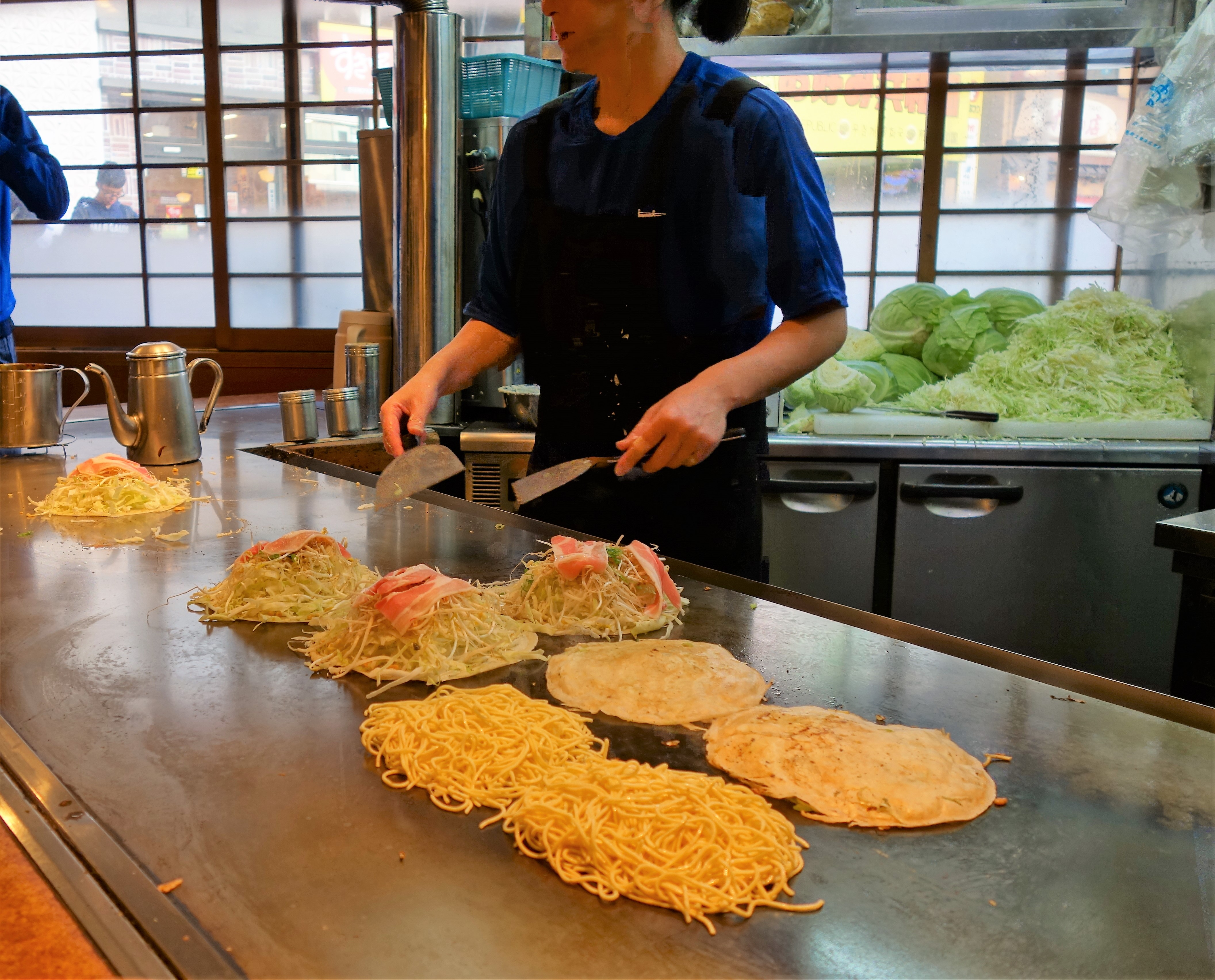
ひっくり返す前の状態。奥には大量のキャベツが準備されている。広島市中区新天地

### 特徴
お好み焼きは「大阪方式」と「広島方式」の2つに大別される。その違いを「大阪方式（関西方式）」は、"混ぜ焼き"、「広島方式」は"重ね焼き"あるいは"乗せ焼き"と表現されることが多い。広島のお好み焼きは、小麦粉を水で溶いたものを薄く伸ばして焼いた生地の上に野菜や肉といった具を重ねてひっくり返し、生地でフタをして「蒸し焼き」にするのを特徴とする。生地そのものを食べる関西のものと違い、広島の生地は脇役的存在。生地には味はついておらず、具材を蒸し上げるために蒸気を閉じ込めるためのフタとしての役割が大きい。このため、具と小麦粉で出来た生地を混ぜて作る"混ぜ焼き"とは全く異なる形状、及び食感となる。同様の調理法の「お好み焼き」を供する地域は広島以外にも存在するが、中華麺を加えることが多い点と、具材として大量のキャベツやもやしを用いること、これらを含めた全ての食材が層状に構築されるという点が決定的なオリジナリティとなっており、他の地域のスタイルと区別される。野菜をたっぷり食べる栄養バランスのとれた一品とされる。関西では｢お好み焼はおかず｣と言われることもあるが、広島のお好み焼はそばやうどんが入っているため、それ自体で満腹となる主食として成立し、一緒にご飯を食べることはあまりない。当然、広島のお好み焼店にはご飯は置いてない。また他県の人には驚かれることも多いが、夜も勿論食べるが、広島のお好み焼は昼食のイメージが強い。

### 歴史
戦前に子供のおやつであった「一銭洋食」が原型である。鉄板の上で簡単に作れる広島のお好み焼きは、原爆で焼け野原となった広島の復興を象徴する食文化として独自の発展を遂げた。広島でお好み焼きが発展した理由は、戦前まで軍都だった広島は重工業が盛んで、鉄を扱う工場が多く、鉄板が庶民の手に入りやすかったこと、広島市観音地区が観音ネギの産地で、食材も比較的調達しやすい環境だったこと、戦後にアメリカから小麦粉を大量に提供されたララ物資や、押しつけられたMSA協定も関係があるという見方もある。戦後間もなく広島駅前の闇市に「一銭洋食のようなもの」を売る屋台が登場したとされ、その後、広島市中心部の新天地エリアを中心に、夕食やお酒を飲んだ後に立ち寄るお客で屋台が賑わい、これが集合してお好み村となり、また広島の町のあちこちに自宅の一部を改装した小さなお好み焼き店が生まれた。
1975年（昭和50年）には山陽新幹線が広島県内にも延伸開業し、広島カープが初優勝した。新幹線延伸とカープ初優勝を好機と見た広島県は、平和学習とおいしい広島お好み焼きをセットで売り込み、修学旅行の誘致に力を入れ、ここからお好み焼きは広島の戦後復興の象徴として語られるようになったという見方もある。1970年の文献に「広島のイメージは原爆・東洋工業・三菱重工」と書かれた物があることから、カープも広島お好み焼きもそれまでは一般的には無名だったことが分かる。旅行ガイドブックなどにも掲載されるようになったのもこの頃からで、西城秀樹や島田洋七など、広島出身者らがマスメディアで広島のお好み焼を紹介したり、1980年代に修学旅行向けのガイド本で紹介されたりし、80年代までは広島県民しか知らない地方のマイナーグルメは、全国的にその名が広まっていった。1970年代までは大手新聞や雑誌メディアに広島のお好み焼きを取り上げた記事はあまり見られないが、1980年代からは急増している。『週刊ポスト』1984年（昭和59年）2月28日号のお好み焼き特集では、お好み焼きの三大派閥として「広島/関東/関西」を取り上げ、『週刊読売』1986年（昭和61年）6月8日号では、「東京もんじゃ焼きvs広島お好み焼」と題してこの二大対決を12頁にも亘って紹介している。この記事では都内の「広島風お好み焼き店」として12店が紹介されており、「広島風お好み焼き店」は有名人の来店が多いと書かれており、ビッグネームが列挙されている。原宿竹下通りにあった「もみじハウス」店長は「歌手やタレントが広島にコンサートや舞台の仕事で訪れ、本場のお好み焼きの虜となり、東京の広島風のお店に来るのではないか」と述べていた。NHK広島放送局の制作で1986年（昭和61年）8月6日に全国放送された『ふたたびの街』は、原爆の被害から免れた広島市の段原でお好み焼き店を経営する家族の物語で、重森孝子脚本・渡辺紘史演出、大滝秀治・井川比佐志・宮本信子らの出演だった。広島お好み焼きを取り上げた『朝日新聞』1987年（昭和62年）4月23日付に「広島カープの本拠地広島の名物のひとつ、お好み焼き。野菜がたっぷり、太らず健康にいいとかで、今や全国的に知られている」と書かれている。近年では「ご当地グルメの代表格」とされ、広島を訪れる観光客の7割以上がお好み焼きを食べるともいわれ、広島における重要な観光資源となっている。「関西風」の"混ぜ焼き"と「広島風」の"重ね焼き"の2つによってお好み焼きは「国民食」と呼ばれるほどの人気となった。
2006年（平成18年）現在、広島市だけで800軒以上（1992年中国新聞調べからの推定）、広島県内には1,700軒以上あるといわれる（総務省統計局、平成21年経済センサスより）。店舗数では全国3位、人口あたりの店舗数では日本一といわれ、コンビニエンスストアより多いともいわれる。その県のコンビニ・スーパーでしか売っていない「ちょっと珍しい商品」としては、広島の場合は"お好み焼と盆燈籠"が挙げられる。広島市内には徒歩5分圏内に10軒はある、300メートルに1軒くらいあるという説もある。2023年（令和5 年）5月に広島市で開催されたG7広島サミットでは、同市を選挙区とする岸田文雄首相の推しもあり、「お好み焼きは広島」を世界にアピールした。
1950年ごろに発生した屋台街（1967年お好み村になる）で開業した、みっちゃんの井畝井三男と善さんの中村善二郎が広島風お好み焼きの元祖と言われている。その他、初期のお好み焼きの屋台の流れをくむ店は「麗ちゃん」、「へんくつや」などがある。1950年（昭和25年）当時のお好み焼きはねぎ焼きに近い物であった。
戦争や原爆で夫を亡くした女性が自宅の土間を改造して店を始めた例も多く「〇〇ちゃん」という屋号が多いのはその名残りである。戦地から帰還した家族が見つけやすいようにという理由もあったとされる。こうした戦争寡婦説には異論もある。また、1963年（昭和38年）に中国地方を襲った昭和38年1月豪雪（三八豪雪）で、中国山地の農村から一家で離村し、高度経済成長期の広島市に移住した農家の主婦が住宅地に開業した例も多い。現在も町の小さなお店に、老婦人やその家族が焼く小規模な店舗が残るのは、こうした理由もある。
広島大学工学部教授の石丸紀興は、「戦後復興のエネルギーとなったお好み村のような屋台の系譜と、原爆で夫を亡くすなどした妻たちが、自宅の軒先で始めた子供相手のお好み焼き店がどの町でもあちこちにでき、広島市民はお好み焼きに馴染むようになった。この2つがあったことで、広島お好み焼きは一気に普及した。プロパンガスや厚い鉄板の普及により、独特の重ね焼きが可能になった。地場のソースメーカーが店と協力して、甘味があり、こってりとした専用ソースを開発したことも大きかった」と論じている。広島に於けるお好み焼き店は小規模で、大手資本もほとんどない。言い換えれば、広島に於けるお好み焼きは小規模経営で、庶民の味となっており、地元の食文化として定着している。
矢野新一は「広島県人は新しいものに敏感で、全国販売に先駆けてのテストマーケットになることが多い。だから"広島お好み焼き"が誕生したときも、すんなり受け入れられたのではないか」と論じている。
1960年代ごろまでは、家から卵や肉をお店に持っていって入れてもらうことができた。現在は肉や卵（合わせて肉玉と呼ぶ）は当たり前に置かれているが、昔は野菜とそばだけ、あるいは野菜だけを頼むことも珍しくなく、この頃の野菜だけで作られたお好み焼きの値段は250円程度だった。まだプラスチック製や発泡スチロール製のトレーが普及していなかったため、持ち帰りの場合は各家庭から平皿を持っていってお好み焼きを載せてもらったり、新聞紙にくるんでいた。もう少し時代が下ると、ラップで包んで持ち帰っていた。
焼き方
広島お好み焼きの焼き方は、昔から今まで一貫して生地と具材を混ぜずに焼く「重ね焼き」である。当初は、肉が入っていない野菜の重ね焼きで、二つ折りにして新聞紙にくるんで提供されていた。キャベツや揚げ玉などが入れられていたが、この頃はまだ、そば等の麺は入れられていなかった。このクレープのような生地に、焼きそばやうどんと卵焼きを二つ折りにして挟むというスタイルは現在でも呉地方を中心に残っており「呉焼き」とも呼ばれている。円盤状のものに比べて場所をとらないため、スーパーマーケットやコンビニエンスストアの惣菜の一つとしてもよく売られており、また片手で食べることも可能になるので、祭りなどの露店ではこのスタイルで売られることもある。
使用する食材
戦後の焼け跡時代は、少量のメリケン粉を多めの水で溶き、生地を薄く伸ばして焼き上げて空腹をしのいでいた。お客が持ち込んだ具材を焼き賃を取って焼くこともあったという。物が出回るようになるとかまぼこを入れたり、地元産の観音ネギを混ぜて一緒に焼いたものが主流になった（現在も使う店もある）。続いて戦後悪化した食料事情により、季節により供給量が左右されるネギよりも、単価が安く年間を通して手に入りやすいキャベツに変えた（もやしは後年入れられる事になる）。「お好み焼」と「焼きそば」はある時期まで別々のメニューだったが、ある日、『みっちゃん』で焼きそばの上にお好み焼を乗せて食べてみた客が、とても美味しく満腹感もあり、それを見た別のお客も欲しがった。2つをドッキングすることで、別々に注文するより安くつくというメリットもあり、こうして今の麺類を入れるお好み焼の原型が誕生した。当時はアメリカから大量に小麦粉が届けられた一方で、米はまだ貴重で、お好み焼は主食に変化していった。
食べ物が豊かになるにつれて豚肉、卵、もやし、ねぎなどのたくさんの具を"お好み"で乗せて焼くようになった頃、「お好み焼き」と呼ぶようになった。具材が多くなったため、二つ折りが難しくなり、円盤状のままで出すようになった。こうして、1955年（昭和30年）ごろには現在の広島お好み焼きになった。このように、現在のような広島お好み焼きの完成形がある日突然できたわけではない。当初は屋台営業の為、他店のレシピや調理技術が盗み易く、各店が互いに影響を与え合いながら現在の形へと進化させていった。
ソースの変化
1922年（大正11年）、「佐々木商店」として広島で創業したオタフクソースは、醤油類の卸と酒の小売を営む商店から始まり、1938年（昭和13年）から醸造酢の製造を手掛けた。1945年（昭和20年）8月6日に原爆で会社が燃え尽くされたことから、創業者は家族で新たなことに取り組みたいという思いを持った。納入業者から『これからは洋食の時代になる』とアドバイスを受けたことから、1950年（昭和25年）にソース作りに乗り出した。最初はウスターソースの製造を始めたが、ソースの販売は最後発と遅く、問屋の特約店縛りが厳しく交渉に困難を伴った。そこで新たな営業先として飛び込んだのが、お好み焼き店だった。広島お好み焼きも、当初はウスターソースを使っていたが、少し味がキツイという問題や、具材が増えていくにつれ、ウスターソースはとろみがなくサラサラしているため、生地にとどまらずに垂れ落ちてしまい、鉄板に流れ落ちて焦げ付いてしまう、蒸発してくる酸味でむせる等の欠点があり、お好み焼き店は共通の悩みを持っていた。そこで1952年（昭和27年）にオタフクソースが開発したのが、日本初のお好み焼き専用の濃厚ソース「お好みソース」。餡掛け料理のとろみを参考にしてソースを作り直し、五味の調整を取りながら試行錯誤を重ねて、完成まで2年の歳月をかけた。防腐効果のある塩と殺菌作用のある酸をウスターソースは多く配合しているが、それに比べてお好みソースは塩分と酸味を落とし、防腐剤などの添加物は一切入れず。最初はお好み焼き店からも「こんなどろっとしたソース、気持ち悪い」と酷評された。また殺菌技術も発達していなかった時代で、酵母などの菌が死滅せずビンの中に残って発酵が進み、発酵ガスがビン内に充満してビンが破裂してしまうケースが頻出し「爆弾ソース」という異名がつけられた。店内がソースで汚れた場合、すぐに駆けつけ店舗を掃除しなければならないから、広島県内だけでしか販売出来なかったという笑い話もある。その一方、「お好み焼きに合って、おいしい」と評判を取り始め、同社の看板商品へと成長を遂げ、1970年代までは広島県内に限定して販売を続けた後、1982年（昭和57年）にソース業界初のスクイズ容器「フクボトル」で家庭用お好みソースの販売を契機に、四国松山市を皮切りに全国へ販路を拡げ、広島お好み焼きの浸透とともに事業も拡大した。オタフクソースはTVCMなど、大々的なプロモーションを打ったことはないが、関東地方などに転勤した広島県人がスーパーマーケットなどでオタフクソースを見つけ、近所や友人に口コミで広めたのではないかという説もある。業界でも「お好みソース」という新たなカテゴリーを創出した功績も大きい。以降は、広島県内のみならず、全国でもオタフクソースが高いシェアを誇っている。ソース類では国内の生産量シェア25％の最大手で、お好み焼きソースの売上は全国1位。2022年（令和4年）現在、年間約5万キロリットルを生産し、東南アジアや米国など約50ヵ国で計約2千品目を販売している。広島では乳幼児からカープとお好みソースの英才教育が行われているとされる。広島県人はお好み焼き以外の料理にもオタフクソースをかけるが、近年では他料理へのオタフクソース味が全国進出している。今日でも小さな工場では昔ながらの製法で作っている所もある。

### 呼称
広島地方においては、広島風のお好み焼きのことは単に「お好み焼き」あるいは「お好み」と呼ぶ。ただし、広島県三原市では、旧来の麺無しをベースとして「お好み焼き」と呼び、中華麺またはうどん入りを「モダン焼き」と呼んでいる。名前については、当初は決まった名前はなかった。好きな具材を入れていく事で「好み焼き」と呼ばれていたが、この名称では良くないのではとなり、接頭語としておを付けてお好み焼きになったらしい。自然発生的に「お好み焼き」という名前が現れ、それが一般に定着して今に至っている。
広島県外では「広島お好み焼き」の他に、「広島焼き」とも呼ばれることも多い。1970年代にマスメディアによって広島のお好み焼きが"発見"され、「関西風」「広島風」という名称が両者を区別するために用いられ、これに伴い「広島焼き」と呼び方も生まれた。広島焼きという呼称を正式に採用したのは、記録のある限りでは1983年（昭和58年）に東京下北沢に開業して2023年も当地で営業を続ける広島出身者の経営「広島焼きHIROKI」が最古である。都内初の広島スタイルのお好み焼き店といわれた1975年（昭和50年）4月創業の千駄ヶ谷「お多福」は、店の看板に「ひろしま風」と掲げていた。東京出身のエッセイスト・如月小春が『宝石』で「大学四年のときに初めて食べた広島風のお好み焼きがマズかった」と書いていることから、1970年代後半には広島スタイルのお好み焼きを提供する店が都内にあったことが分かる。1990年代初めに県外で広島のお好み焼きを出す店が増えて看板に「広島風」が使われ始めた。その際オタフクソースとしては「広島流」と呼んでいた。2008年（平成10年）に社内で呼び方を統一し、広島のお好み焼きを「広島お好み焼き」関西のお好み焼きを「お好み焼き」と呼び分けるようになったという。但し、広島県民にとってはそんなことはどうでもよく、「広島焼き」の呼称を嫌う傾向があり、広島ではケンカの火種になる言い方であるという。2016年（平成24年）9月20日にNHK総合テレビで放送された『サラメシ』の広島特集の中で、「広島風お好み焼き」に「広島焼き」とテロップをつけたところ、広島県民から「そんな食べ物はない！」などと批判が相次いだため、2日後の再放送ではテロップが「お好み焼き」へと修正された。広島で公演をするアーティストの楽屋には「MCにおける注意事項」として「広島風のお好み焼を『広島焼き』と呼ぶことは絶対におやめください｣と注意書きがあるといわれる。ここまで愛される郷土食も少ない。広島と大阪は互いのお好み焼きを認めないとされ、広島の「お好み焼」は、｢広島風｣でも｢広島焼き｣でもなく、「お好み焼」だと主張する者もいる。広島では「広島のお好み焼」が「お好み焼」で、関西風が「関西風お好み焼だ」と主張する者もいる。1980年代はまだ地方のマイナーな存在だった広島のお好み焼きが全国進出する際に「広島焼き」「広島風お好み焼き」という二つの呼称が発生し、この呼称の生みの親は広島県人自身とする見方もある。全国的に有名になったら今度は「広島焼き」という呼称に怒り始めたという意見もある。
「広島焼き」の呼称が嫌われる理由には諸説あるが、有名なものに「お好み焼きを作っているのだから名称は『お好み焼き』であり、わざわざ「広島」と地名を付けて強調する必要は無い」、戦中や終戦直後の悲劇を知る高齢者や、特に地元愛の強い広島県民を中心に「『広島焼き』は、その言葉の響きから原爆投下で焼けた広島を想起させる」など、諸説ある。実際、終戦から間もなくお好み焼き屋を始めた者たちの多くは原爆で生き別れた家族と再会できることを願って開業している。また、廃墟と化した広島の街を自分たちの手で復興させる目的もあったことから、広島のお好み焼きと原爆には経緯的に繋がりがある。
一方で「お好み焼き」だと地名が判らないが、「広島焼き」「大阪焼き」と分けた方が直接のアピールになるのではという意見もある。

### 調理法

#### 基本的な作り方
1. 水で溶いた小麦粉を円形に薄く伸ばして生地を焼く。
2. 生地の上に魚粉、キャベツ、その上に肉とその他のトッピングや天かす等を乗せ、つなぎとして少量の小麦粉を垂らしてひっくり返し、生地を蓋として具材を蒸し焼きにする。
3. 生地を上にしたまま、炒めた中華麺（またはうどん）に乗せる。
4. 卵を割って円形に伸ばし、その上に生地を上にしたまま本体を乗せる。（黄身は割るが伸ばすだけ）
5. ひっくり返して卵の面を上にし、ソース、青海苔等をかけて完成。

#### 主な材料
基本の材料
- 小麦粉・水
- 鶏卵
- 中華麺またはうどん
- 豚肉（バラ肉等のスライス）。豚肉の代わりに牛肉、ひき肉、ホルモン焼きなどもある。
- 野菜 - キャベツ、もやし、ネギ等
- とろろ昆布（店舗に依る）

主なトッピング
広島のお好み焼きには、定番の具材がある。今日、トッピングと表現されるものは、広島(市)民にとっては世代によって捉え方が違う。自宅から卵や皿を持って行った高齢者にとっては、その卵やそば・うどんもトッピングといえる。ただ「肉玉そば (うどん)」「そば (うどん) 肉玉」が定着して以降にトッピングのイメージがあったのはイカ天だけである。中心部から外れた店舗では基本食材以外で必ず置かれていたのはイカ天だけだった。2021年2月4日に放送された『秘密のケンミンSHOW 極』（読売テレビ）で、広島県各地の知られざるご当地お好み焼きが紹介されたが、この回にゲスト出演していた広島市青崎出身の金本知憲は「トッピングにイカ天以外が使われていることは知らなかった」と話した。以降、店舗によって、観音ネギを増量したり、大葉やもち、キムチ、チーズ、生イカ、エビなどをトッピングとして置くようになった。今日でも中心部から外れた店舗ではイカ天しか置いてないところも多い。
- 近年では新しいトッピングも増え[出典 88]、カキ、コーン、牛すじ（県東部限定）、タコ、ベーコン、鶏肉、きのこ、トマト、アボカドなどが使われる[出典 89]。広島のお好み焼きにカキを入れたのは大山のぶ代という説もある[161]。チーズやネギはキャベツと混ぜて使用することもある。

主な調味料等
- ソース（特濃ソース）、マヨネーズ、紅生姜、カツオの粉（魚粉）、鰹節、桜えび、青海苔、天かす、とろろ昆布など[162]。
- 調理の際には植物油またはラードを使用する。

#### 麺
関西風は基本的には麺は入れないが、広島では麺を入れる形が一般的。広島ではそば(中華麺)が主流で、中国新聞の2023年10月の統計では約80％がそば派。うどん派は18％。うどんよりそばが主流になった理由についてはよくわかっていない。お好み焼きに使用される麺は中華麺で、多くはお好み焼き用に製麺されたものが使用されることが多いが、焼きそば用の麺が使用されている店もある。店舗によって寸胴で茹でてから鉄板に出す「生麺」、予め茹でてある「ゆで麺」、蒸してある「蒸し麺」の3種類のうち一種類が使用される。3種類の中では生麺が比較的人気で、お好み広場やお好み村の店舗やガイドブック等に掲載されているような店舗では生麺が使用されることが多い。しかし、生麺を焼く時に使用するラードのカロリーを気にしたり、調理時間を短縮するため、人気店でもゆで麺や蒸し麺を使う場合もある。中華麺に代わるバリエーションとしてうどんがあり、うどんは中華麺がない時などに、古くから代用されてきた。近年ではうどん入りも人気を高めている。昔は皿に載せて箸で食べるような店はなく、必ず鉄板上から直接ヘラで食べたが、店員（昔は店主一人）の目の前の鉄板はとりわけ熱く、混んでなければ鉄板の隅っこで食べた。水分をそばより多く含むうどんは熱さも上昇し、鉄板上で食べるにはさらにハードルが高いが、うどん派の吉川晃司は我慢大会の如くわざと熱いのを食っていたという。蕎麦やパスタを用いる店舗もある。
2010年代ころから以前よりも麺がカリカリになるように、パリッと焼き上げるスタイルがトレンドになっているといわれる。

#### ソース

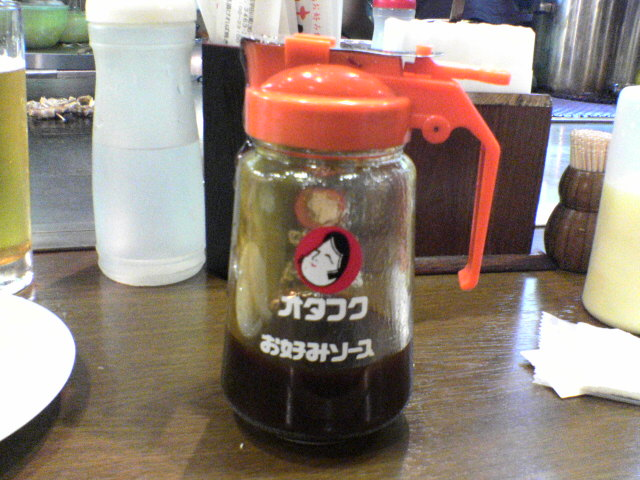
オタフクソース

関西風と広島風で味わいが異なるのがソースの味付け。関西風のお好み焼きで使うソースは、辛口であることが一般的。これに対して広島風のお好み焼きでは、濃厚な甘口のソースが使用される。広島のお土産として甘口ソースを購入する人もいる。
ソースは広島のメーカーであるオタフクソースがお好み焼き専用のソースを製造し、お好み焼き店の開業を積極的に支援していることや広島県内をエリアとする民放でのCMの効果もあり、多く利用されている。味は若干甘口。それ以外には、毛利醸造のカープソース（やや辛口）・サンフーズのミツワソース（ヒガシマルソースもある）、センナリの広島ぢゃけん、中間醸造（三原市）のテングソースなどのお好み焼きの専用ソースも使用されている。
多くのお好み焼き店では単一メーカーのソースを使用しており、ソース会社では、納入先のお好み焼き店に自社の名前が入った暖簾を提供している。そのため、暖簾にあるメーカー名を見ることで、その店がどのメーカーのソースを使っているか分かることが多い。近年では幟（のぼり）を立てている店も多く、より分かりやすくなっている。なお、一部の店では複数のソースを独自にブレンドしたり、前記以外の製造会社にソースを特注したりしている。
また、お好み焼きを食べるときに用いるヘラやお皿、ソース差しなどの道具にも、ソースのメーカー名がついていることがある。特に、多くの小規模な店舗がある広島市内では、ソース会社がお好み焼き店の開業支援をしており、「近所の主婦」が内職で自宅の一部を改装し、安価で店を開くことができた。
広島県は日本酒の産地であり、そこから派生して酢の製造も盛んであった。先述のオタフクなど多くのソースメーカーは酢の醸造会社をルーツに持ち、今もソースと酢の両方を製造している。
広島県民は自宅の冷蔵庫にお好みソースを常備していることが多い。

#### マヨネーズ
お好み焼きにマヨネーズをかけるのは元々関西風が発祥で、広島のお好み焼きにマヨネーズは使わない。吉川晃司が年齢で約10歳差がある猿岩石と『ミュージックステーション』で共演した際、広島のお好み焼きにマヨネーズをかけると話した猿岩石に「マヨネーズの味が強すぎて、本来の味が台無しになる。広島のお好み焼きにマヨネーズをかけたらダメ」と、生放送中に説教したこともあった。吉川は2016年5月15日に放送された『関ジャム 完全燃SHOW』でも「広島のお好み焼きにマヨネーズをかけてはダメだ」と改めて否定している。一般的にはマヨネーズはかけないが、最近では若年層や観光客向けに卓上に置いてあったり、注文すれば提供してくれる店舗も増えている。店側で責任をもってソースを塗るからと、卓上にソースやマヨネーズを置かない店もある。

### 注文方法
広島のお店の注文書（メニュー）には「お好み焼き そば (うどん) 肉 玉子」という風に書いてあることもあるが、これを「肉玉そば (うどん) 入り」「そば (うどん) 肉玉」などと注文する。よく分からなかったり、迷ったりしたら「肉玉そば」と注文すれば問題ない。デフォルトである肉玉そば（うどん）にお好みでトッピングを付加したり、そば（うどん）抜きなどとすることも可能である。おすすめや人気のトッピングの組み合わせは「餅チーズ・肉玉そば（うどん）入り」などとメニューに併記したり、「スペシャル焼き」「○○ちゃん焼き」などと店舗独自の名前を付けていることもある。
そば（うどん）の下に「W」と書いてあることがあるが、これはそば（うどん）を2玉使う「ダブル」という意味である。「ちゃんぽん」または「ミックス」という言葉が使われている地域もあり、そばとうどんを半玉ずつ使用することを意味している。またミックスダブル等の呼び名もありこれはそばとうどんを1玉ずつ使うことを意味している。
広島でも自宅で作ることはあるが、焼き方に技術を要するため、お店で食べるか持ち帰るかが一般的で、外食率は95%。広島ではお好み焼店に注文し持ち帰って食べる、いわゆる「お持ち帰り」の文化が昭和30年代から定着していた。土曜日の学校が半ドン授業だった時代には、学校が終わると友達とお好み焼を食べに行ったり、お店から持ち帰ってお好み焼を食べながらテレビを観たりは、ある年代の広島市民にとっては原風景であった。さらに旧い世代では新聞紙にくるまれたお好み焼を持ち帰ったら、新聞紙の裏にソースがベッタリも原風景かもしれない。
テイクアウト、出前、電話予約などを行う店舗も多くある。近年では海外からの観光客のため英語や中国語などのメニューを用意している店舗もある。また、広島市等では、店内での食事ができず、原付で配達するケータリング専門の店舗も存在し、お好み焼きの出前文化が定着している。そのため、フードデリバリーサービスWoltの日本初進出地に広島市が選ばれた理由の一つに挙げられている。近年ではキャンプ飯としても発売されている。

### 食べ方
典型的な広島お好み焼きの店は、真ん中に大きな鉄板を擁するテーブルがあり、その周辺にいくつか小さめのテーブルが配置されていることが多い。客はお好み焼きを作る大きな鉄板の周りに座り、焼かれたお好み焼きを鉄板の上から直接小型のヘラを使って食べるのが基本である。広島や東京ではヘラと呼ばれることが多いが、大阪ではテコやコテと呼ばれる。歴史的には、昔からある広島のお好み焼き店は自宅を改装したようなところも多く、小規模なお店が多かった。鉄板の周りにしか席がないような狭い店では、必然的に客は鉄板の上で食べるしかなく、食べている間に冷めるのを防ぎ、最後まで熱々のまま楽しむため、また、屋台発祥の店では、客に鉄板で食べさせ洗い物やそれに必要な水を減らすという理由や、物が豊かではない時代に割り箸の消費量を減らすという理由もあり、ヘラで食べるようにしたところ、これが功を奏し慣習となったとされている。鉄板上で食べる場合は、お好み焼きをヘラで格子切りにし、一口二口程度で食べられる大きさをヘラに乗せて口に運ぶ。ピザ切りは広島県民とっては一般的ではない。
大きな鉄板のあるカウンターは店に一つしかないことが多く、鉄板で同時に食べられる人数には限りがある。そのため、店の中には鉄板のない小さいテーブル席も配置されており、その場合は皿に載せられたお好み焼きを箸で食べる。近年では大きな店が増えテーブル席が増えたことや、ヘラで食べるのはコツが必要で観光客や外国人には扱いが難しいこともあり、皿で出す店や、出す前に皿か鉄板を聞く店も多くなった。鉄板で出す場合も小皿や箸を用意し、卓上のソース等をお好みで自由に使えるようになっている店舗が多い。

### 地域差
同じ広島県内であっても、地域によって色々なバリエーションがある。因島出身のポルノグラフィティ・新藤晴一は、初めて東京に出て来たときに食べた『広島風お好み焼き』は、因島では食べたことがないほど美味しく、因島で食べていたおばちゃんが作ったベチャベチャのお好み焼きとは全く違った、などと話している。
特に近年、「ひろしまフードフェスティバル」で「てっぱんグランプリ」を開催して競うこともあり、年々進化しつつある。2025年5月現在では広島県内各地に「ご当地焼き」は13種類あるとされる。毛利元就の故郷・安芸高田市では、石丸伸二市長の音頭取りで、地元の食材を使った「あきたかた焼き」を考案した。中国・九州地方の一部の県で、お祭りの露店・屋台で見られる割り箸に巻きつける形で焼いた「はしまき」「箸巻き」「はし巻き」の箸を抜いた状態の「広島お好みロール」などもある。
府中市は、人口あたりのお好み焼き提供軒数が広島随一ともいわれ、豚バラ肉の代わりにミンチ肉や細切れ肉を入れ、これを「府中焼き」と呼ぶ。地場産業の家具・桐箱製造業で働く母親が多く、お好み焼きは子どものおやつや夕食だったため、子どもがお小遣いで食べられるようにと、バラ肉ではなく安い合い挽き肉を使ったのが始まりである。脂の多いミンチ肉は細かいため熱を通すとよくダシが出てうま味が増し、脂も多く出て麺がカリッと焼き上がるのが特徴。府中市民にとっては「自分がミンチだとしたらハンバーグになるより府中焼きの中に入る方が幸せ」という。また、卵も溶き卵にしたものをソースを塗ったお好み焼きの上からかけて仕上げる方法も存在する。狭い鉄板でたくさん焼けるようにという工夫から、形は楕円形をしている。尾道市では砂ズリ（砂肝）を入れる店がある。「フワ、コリ、サク」「サクッ、ザクッ」などと食感が良いという。旧因島市のお好み焼きは「いんおこ」と呼び、うどん入りが主流で、麺をカツオ節とソースで炒め、コンニャク・のしいか・かまぼこ・ちくわを入れる店が多くある。三原市では、モツ (鶏のレバーや玉ひも、キンカン)を入れる店が市内全体（約80店舗）のうち7割でトッピングとして取り扱いがある。三原市は養鶏が盛んで、鶏肉の生産量は広島県全体の約半数（46%）を占めており、広島県の地域資源にも認定されている。昔から安価で新鮮な鳥モツが容易に手に入れることが可能だったため地域に根付いた。また、そばやうどんを入れたお好み焼きを特に「モダン焼き」と呼び分けるが、これは関西地方独特の呼び方で、広島県内で広島風のお好み焼きを出している地域ではあまり見られない特徴。戦前、戦後から三原市の産業基盤を築いていた「帝人」や「三菱」では、当時から関連企業の仕事で関西からの来客も多かったと思われ、関西での呼称である「モダン焼」と注文を受けることが多く定着したという見方がされる。竹原市では、生地に酒粕と日本酒を練り込んだ「竹原焼き」を提供する。呉市ではうどんを入れたり、普通に焼いた後、半分に折り半月型にする場合が多いといった特徴がある。庄原市は、広島市から遠い事もあってお好み焼きは馴染みが薄かったが、近年町おこしの一環として、「庄原焼き」を考案。麺の代わりに庄原産のお米を入れてポン酢で仕上げているのが特徴。東広島市では2025年に「東広島焼き」というこちらも地元産の米＋東広島の産品1品以上を加えたお好み焼きが考案されている。
2014年の「第5回てっぱんグランプリ」に出展された地域の産物を使用したご当地お好み焼きは以下の通り。
1. 三原市「三原焼き」は、三原で人気の鳥モツ入り[出典 126]。
2. 世羅町「せらの恵み焼き」は、トマト、大葉、チーズ入り[178]。
3. 神石高原町「神石高原焼き」は、神石牛、こんにゃく麺入り、トマトソースを使用。
4. 三次市「三次唐麺焼き」は、ピリからの赤い色麺「唐麺」とカープソースを使用[出典 127]。
5. 呉市「呉焼き」は、細うどんを使用し卵でとじて半月状に折る[出典 128]。
6. 広島市「広島生めんお好み焼き」は、茹でて焼きパリっとさせたお好み焼き用の麺とチーズ入り
7. 尾道市「尾道焼き」は、砂ずり[出典 129]、いか天、わけぎ入りで、尾道オリジナルソース使用。
8. 廿日市市「はつかいち牡蠣盛焼」は、廿日市産の牡蠣と大葉入り。

## その他の地域のお好み焼き

### 北海道
「風月」のような大きいチェーン店があるが、北海道全体で人口比の店舗数が少なく多くは食べられていない。北広島市が広島との縁が深いことから、北海道日本ハムファイターズからの要請で、2023年3月に開業した同球団が本拠地を置く北広島市の「エスコンフィールドHOKKAIDO」内に広島のお好み焼き店を全国展開する「電光石火」が出店している。

### 東北地方
戦前に東京から伝わったどんどん焼きがある。岩手県では、円形に薄く焼いて「薄焼き」または「どんどん焼き」と称する。宮城県には、半月形に焼いた「どんどん焼き」または「お好み焼き」と称するものと、木の棒にロール状に巻きつけた「くるくるお好み焼き」がある。山形県には、木の棒に「ロール状」あるいは「短冊状」に巻きつけた「どんどん焼き」がある。
秋田県横手市周辺では昭和40年代から、円形に薄く焼いた生地を、割らないままの割り箸に巻き付けソースをかけたものが「お好み焼き」または「箸巻き」という名で、縁日や祭りの屋台で売られていた。暴力団排除の風潮と共に屋台そのものが少なくなり、一時は見られなくなったが、2010年に有志が「しあわせ巻き巻きよこまき。の会」を設立し、地元名物の横手やきそばの麺などを使用した新たなB級グルメ「よこまき。」として復活させ、イベント等に屋台を出店しているほか、観光協会の協力を得て、市内の飲食店でも提供されている。
福島県福島市にはグルメレビューサイト「食べログ」「食べログ百名店2023」に「お好み焼き百名店」で、東北地方で唯一選ばれた広島お好み焼き店がある。

### 関東地方

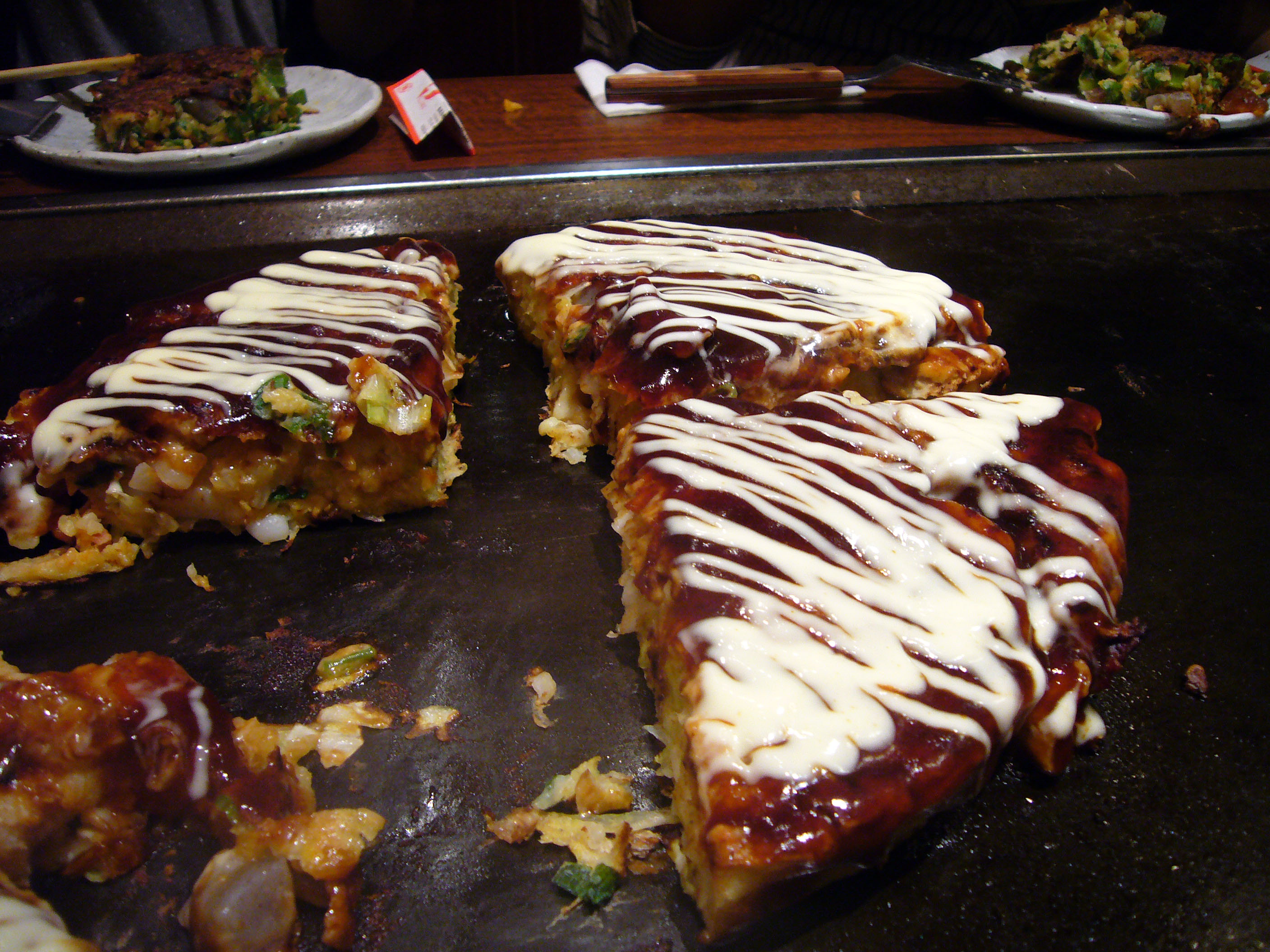
各人に切り分けたお好み焼き

東京を中心とする関東地方には全国各地の料理を提供する店が存在し、関西風や広島風を提供する店が多数派となっているが、混ぜ焼きのお好み焼は客が自分で焼くスタイルが主流であるとされている。お好み焼きの材料は椀や金属カップに一人前ずつ盛られて提供されるため、肉やその他の具材も含めた完全な混ぜ焼きとなる。岡田哲は「たべもの起源辞典」において、上記のような「生地に具材を混ぜ込む」調理法を「関東風」、具材を上に「のせる」タイプのものを「関西風」と定義している。
鶏卵は基本的に加えられるが、古風な店ではオプションとされていることもある。生地にはもんじゃ焼きと共通の桜エビ、切りイカ、揚げ玉、紅生姜、餅などが混ぜ込まれる事が多い。もんじゃ焼きとお好み焼きの両方をメニューに置く店が多く、あんこ巻きやアンズ巻きなどの甘味系を揃えているのも東京ならではの特徴である。数は少なくなったものの、小柱やアサリといった江戸前の種や牛そぼろ、キャベツではなく白ねぎを用いたねぎ焼きなどを提供する店も残存している。調味料はソースやマヨネーズなど客の好み次第であるが、旧来のスタイルを守る老舗ではからし醤油などで勧められることもある。
お好み焼きの店では、メニュー名は加えられる具材を指して「○○天」と表現する。「天」が何を意味するかについては諸説あるが、同様の表現は神戸の「肉天」にもみられ、当時は水溶き小麦粉を油で焼く料理を総括して「天ぷら」の一種とみなしていたとも考えられる。
どんどん焼き時代の「乗せ焼き」を提供する店はほとんど見られないが、戦前から続く老舗である浅草の染太郎には「お染焼」という名前でメニューに残されている。また、埼玉県県北部には「フライ」と呼ばれるどんどん焼きの系譜に属する料理がある。

### 東海地方
静岡県東部の富士宮市周辺では「しぐれ焼き」と呼ばれる、富士宮焼きそばを乗せたお好み焼きがある。浜松市を中心とする遠州地域では「遠州焼き」と呼ばれ、たくあんなどの漬物や紅しょうが、ねぎを刻んで生地に入れることがある。これは戦後の物資不足の時代に浜松市の三方原台地へ引揚者が入植し、大根の増産が行われたことから、当時適当な食材として導入されたことが由来だと言われている。尚、地場のソースとしては高嶺ソース、トリイソースなど生産されている。
名古屋市のお好み焼きは戦前から続く乗せ焼きだが、目玉焼きのような鶏卵が入っているのが特徴で、生地が固めで両面とも綴じるために厚みがあり、ともすれば混ぜ焼きのように見える仕上がりである。
また、「2つに折り畳まれている」「銀紙と白もしくは緑の紙に包まれた包装」が大きな特徴である。その理由は諸説あるが、1970年代にハンバーガーを食べ歩きしている若者をヒントに、地元の祭でお好み焼きを食べ歩きできるようにと考案されたとされる。同市西区のお好み焼き店「甘太郎本舗」の考案にてアルミシートが巻かれるようになり、地元では名古屋風お好み焼き用のアルミシートも販売されている。通常の容器とフタのセットよりも、包装費が約7分の1～12分の1で済むため、コストを抑えることが出来る。そのため、おやつ・ホットスナックとして他地域のお好み焼きよりもカジュアルに嗜まれ、やや小ぶりで価格もリーズナブルである。
また、庶民の食べ物としての洋食焼きの特徴を色濃く残している。ソースは名古屋市の調味料メーカー、カゴメのお好み焼きソースが使われる比率が高い。同じく名古屋市の調味料メーカー、コーミからは家庭用のお好み焼きソースとして赤だしみそ入りの『コクうまお好みソース』が発売されている。お好み焼きのソースに味噌を入れるのは、さすが名古屋と驚く人が多い。
家庭で作られるお好み焼きは一般的な混ぜ焼きであるが、乗せ焼きの場合と同様にひっくり返してからヘラでしっかりと抑える傾向がある。また切り分け方も、多くの家庭の場合、東京風に、十字に切り分けていく。
岐阜県の柳ヶ瀬商店街のお好み焼きは、三つ折りにされており、さながらナイフとフォークで喫食する正統的なクレープのような形をしている。小麦粉の薄地に（黒
ゴマペーストが練り込まれたものもある）、キャベツ、ネギ、紅ショウガ、天かす、削り節を載せ、ウスターソースで味付けをする。

### 北陸地方
富山市では刻み昆布を生地に入れることがある。ただ、どんどん焼きの方が刻み昆布や桜えびや紅ショウガを入れ、青のりなどをかけて食べることが多い。

### 近畿地方
いわゆる関西お好み焼きを主流とする。かつては客に焼かせる店も多く見られたが、現在は大半が店員が焼いて提供するスタイルになっている。
混ぜ焼きの地域が多い中、神戸市の旧市街地域（兵庫区、長田区、中央区など）が異彩を放っている。肉天と呼ばれた時代の調理法を継承する乗せ焼きで、生地に卵を入れない、マヨネーズは用いない、どろソースを使用する、「すじこん」「ぼっかけ」と呼ばれる牛すじの煮込みや「大貝（おおがい）」と呼ばれる本荘貝（ウチムラサキ）、下茹でを行わない生蛸が使われるなど、近隣他地域に見られない独自性が多々残されている。近年ではこれを「神戸風お好み焼き」と呼んで区別する向きもある。
戦前の洋食焼きの面影を残すものとしては、「ねぎ焼き」・「キャベツ焼き」、上述した神戸市や高砂市の「にくてん」、鶏肉と牛脂を具に使う岸和田市の「かしみん焼き」、京都市の「べた焼き」（懐古的に壹錢洋食（登録商標）と称して提供する業者もある。）などがある。
乗せ焼きが残る地域には鶏卵を使用しない古いスタイルも残存しており、そうした店では卵はオプション扱いで「◯◯玉」として注文する。（卵なしのプレーンなものは「○○焼き」「◯◯のお好み」あるいは単に「◯◯」と呼ばれる）
姫路市では、だしを多く含む柔らかいお好み焼きが好まれ「姫路焼」と呼ばれる。
その他、もんじゃ焼きに似た「ねり焼き」や「ぐじゃ焼き」、玉子焼のようにつゆで食べるスタイルの「どろ焼」などもある。
独自の具材を使ったご当地お好み焼きとしては、富田林市の豚肉の鉄板焼きを用いた「ブー太郎焼き」、焼きそばを卵で綴じる和歌山県御坊市の「せち焼き」、ホルモン焼きと焼きそばか焼きうどんを入れた京都市の「まんぼ焼き」、京都市左京区にはキャベツの代わりに白菜を使う「白菜のお好み焼き」もある。
あぶらかすやホソ、生すじ肉などのもつ類が使用される地区が点在するのも近畿地方の特徴である。またそれらの地域では混ぜ焼きのお好み焼きではなく、乗せ焼きの様式がよく守られている傾向がある。奈良県大和高田市では、油かす、すきみ（鶏ホルモン）等ホルモン類を多用したものが提供され、「モダン焼き」は中華麺ではなくうどんを用いる。

### 中国地方

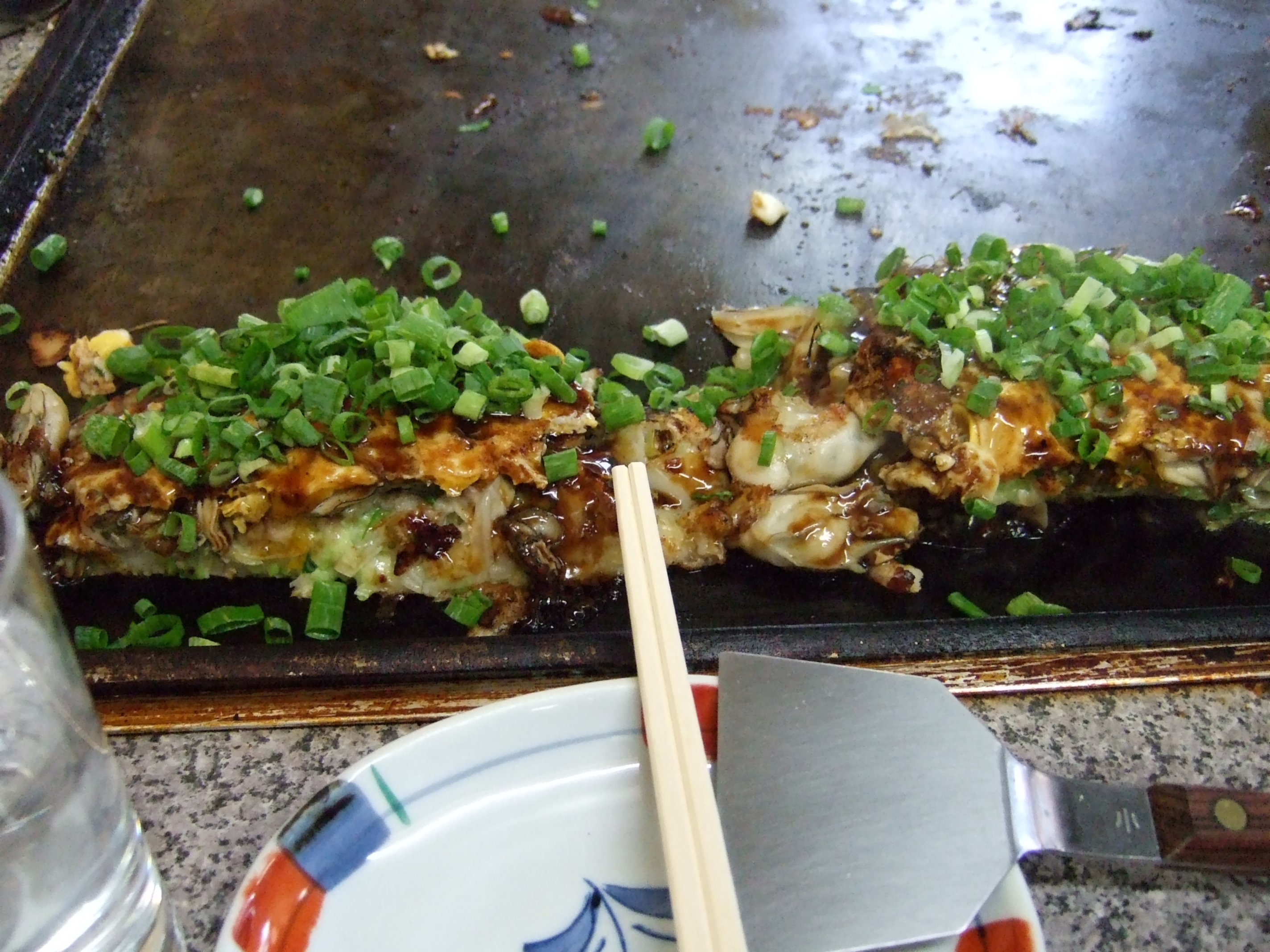
カキオコ（牡蠣のお好み焼き）

広島お好み焼きが知られる地方であるが、乗せ焼きと混ぜ焼きの両方を提供する店もあり、独自の作り方のお好み焼きが名物になっている地域もある。
兵庫県西部から岡山県にかけてのエリアは、戦前からの「にくてん」・洋食焼きの影響が色濃く残る「乗せ焼き」の店が多い。岡山市では「ジャンボお好み焼き」と称して、広島お好み焼きとほとんど同じスタイルのものが名物となっている。また岡山県備前地域（特に日生町）では「カキオコ」と呼ばれる岡山県名産のカキをいれたお好み焼きが有名である。また、カキのシーズンではないときには「エビオコ」（カキオコのカキをエビに変えたもの）が提供される。また、浅口市では手延べ麺のバチを大量に生地に混ぜ込んだ、バチのお好み焼きがあり、カキオコに倣って「バチオコ」と呼ばれる。

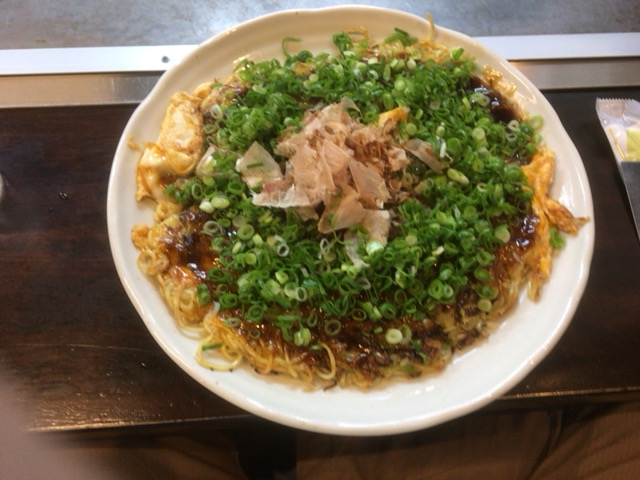
府中焼き

広島県東部の備後地方南部では、府中市を中心に、豚や牛挽肉を使用した「府中風お好み焼き」があり、これを「府中焼き」と呼び街おこしのご当地グルメとする活動がある。広島お好み焼きに似ているが、挽肉から出る脂と肉汁が特徴的である。小さな街に多くのお好み焼き店が存在している。
広島県三原市では、そばやうどんの入ったお好み焼きをモダン焼きと呼称する場合がある。製法は元祖である神戸風に近く、まず生地を敷き、別の場所で麺と具（キャベツ、豚肉など）を炒めたのちに生地の上に載せ、生地を少しかけて反転させ、蒸し焼きに入るという製法をとる場合が多い。また、イカ天のことをのしイカと呼称したり、鶏肝（レバーやヒモなど）を入れるなど、独自の特色がみられる。隣接した地域で文化も食文化も似ているの尾道市では砂肝とのしイカを入れたものを「尾道焼き」と称している。
広島お好み焼きの中でも、広島市中心部の店と呉市・呉市近辺の店では具材を重ねる順などに若干の差異があり、呉のものを「呉焼き」と呼んで区別することがある。呉焼きは焼いた後、半分に折り半月型にする店が多く、呉市民は、広島市のお好み焼きが丸いのでビックリするといわれる。
広島県庄原市では、広島風の「肉玉」をベースとしソバの代わりに「庄原の米」を炒め、「お好みソース」ではなく「ポン酢」をかけて食べる「庄原焼き」と呼ばれるものも存在する。
因島では、「因島お好み焼き」、略称「いんおこ」と呼ばれ、うどん入りが主流で、かつお粉とウスターソースで炒めた麺を野菜より先に生地に載せる。「尾道焼き」とともにしまなみ海道のB級グルメ料理として知名度の向上を目指している。
広島県三次市では地元の江草製麺で製造されている唐辛子を練り込んだ「唐麺」そばと、毛利醸造社で製造されているカープソース辛口で味付けしたお好み焼きを三次唐麺焼きとし、三次唐麺プロジェクトを立ち上げて地域興しに活用している。

### 四国地方

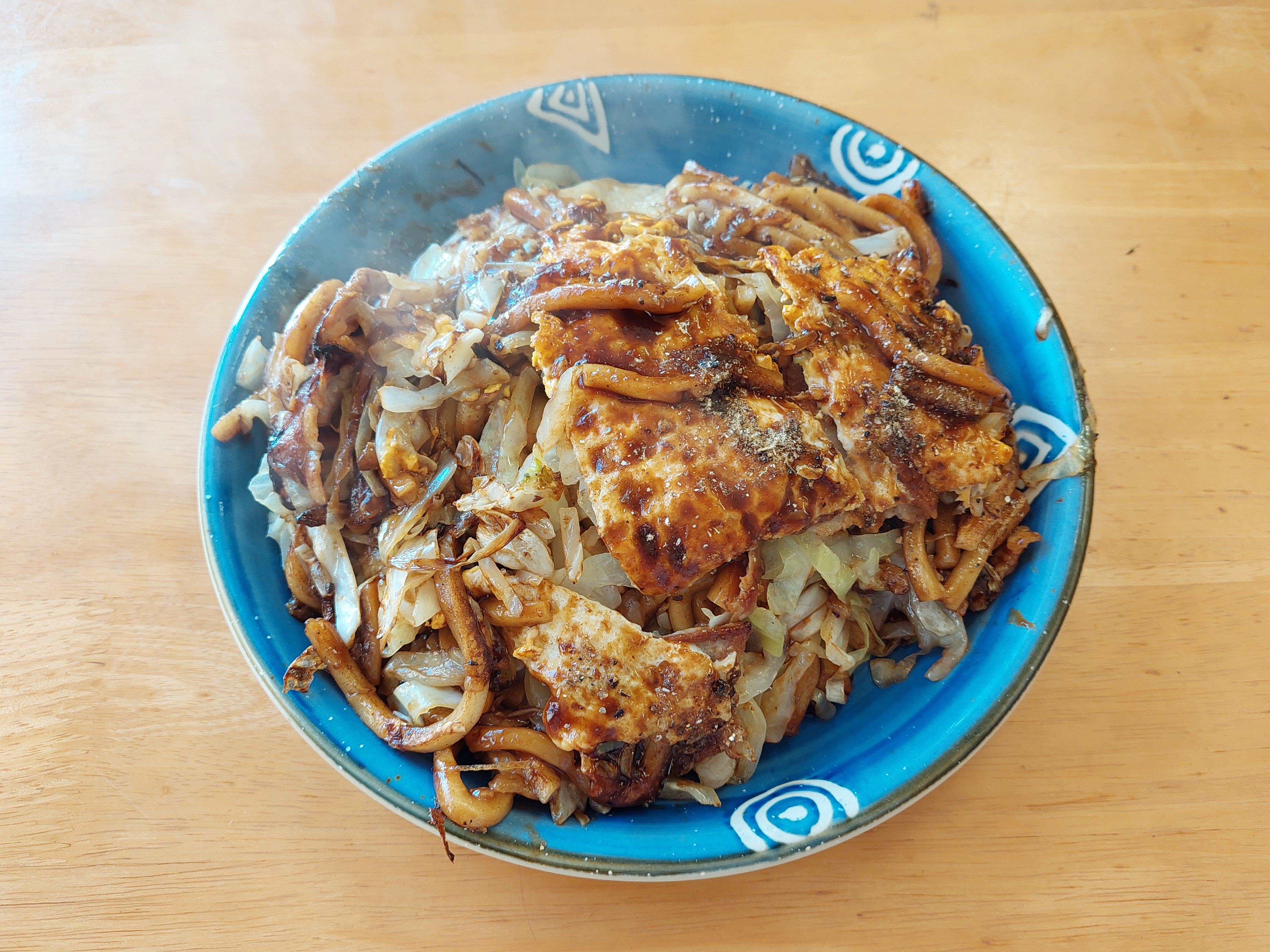
三津浜焼き

戦前からの手法を引き継ぐ乗せ焼きと戦後発祥の混ぜ焼きが混在している。
愛媛県松山市三津浜地区では、三津浜焼きがある。小麦粉をクレープ状に伸ばし、魚粉を振りかけた生地に、キャベツやちくわ、肉、魚、卵、そばなどの具材を挟む。
徳島県では、ミカン、甘く煮た金時豆、ヨーグルト、エビを入れて丸く揚げた「天ぷら」、フィッシュカツなどの独特の具を用いたものも供されている。
香川県では神戸由来のにくてんも郷土料理のひとつとされる。

### 九州地方

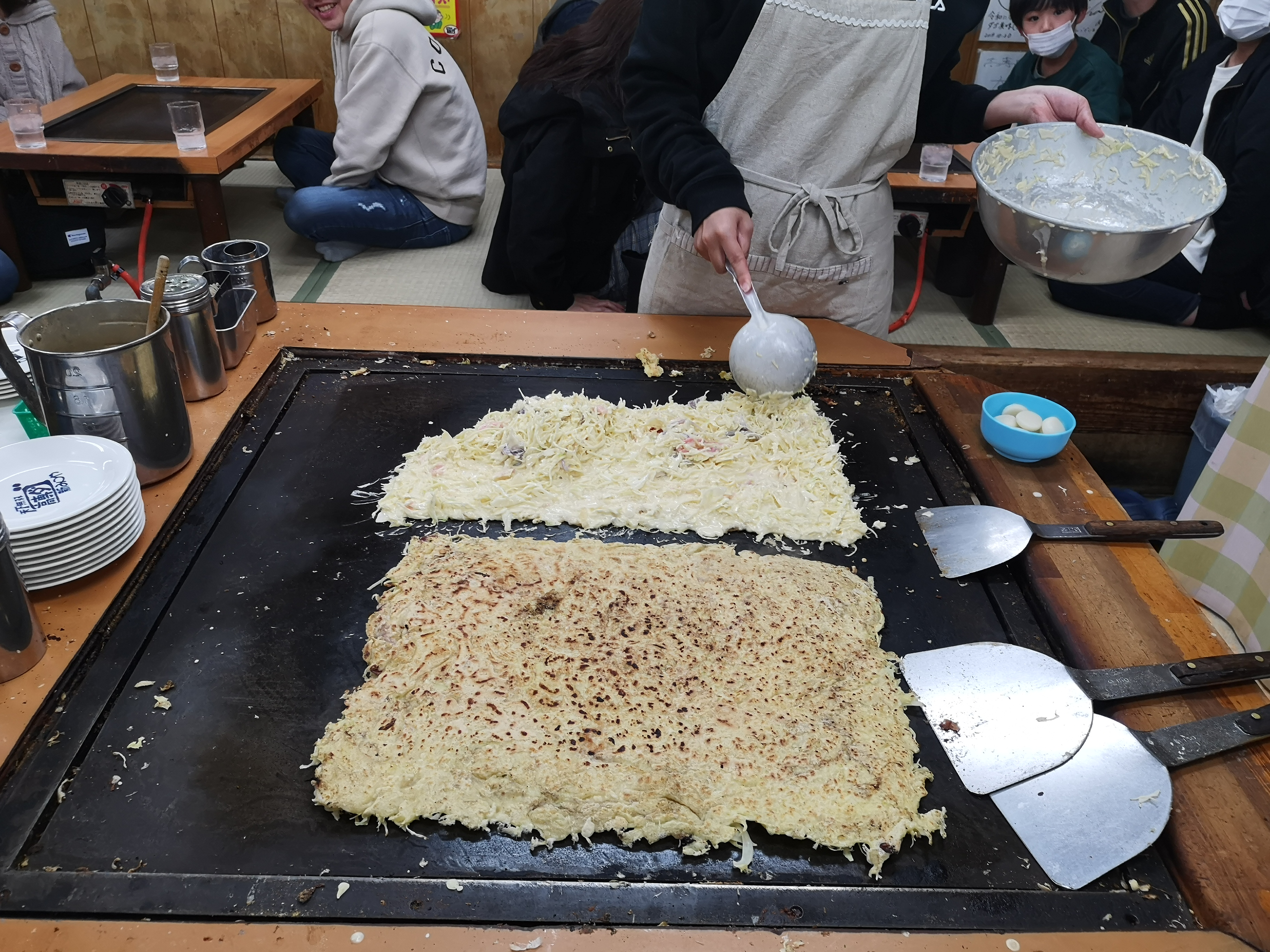
高専ダゴ

福岡市には、厚くどっしりとした生地を特徴とするお好み焼きを出すチェーン店がある。ふわふわが好まれる関西風とは対照的に空気を含ませず、表面はカリカリに焼き上げられる。真っ黒で粘度の高い独特のソースと、カスタードクリーム状の自家製マヨネーズを使用することも大きな特徴である。
元々福岡は、関西風お好み焼きが多かったが、近年は広島風の比率が増えているという。
福岡県大牟田市・熊本県荒尾市では、大牟田の炭鉱で働く電気工が家庭で水で溶いた生地を焼きウスターソースをかけただけのものをビンタ焼きと称して焼いていた。江戸時代から、全国各地から炭鉱に従事する者が大牟田・荒尾に往来し、お好み焼きやその他の料理がアレンジされた料理や店が独特に定着したのが多いのも特徴である。その後大牟田・荒尾地区ではダゴと呼ばれるようになる。大牟田の有明高専の生徒が足繁く通うお好み焼き屋が荒尾にあり、「高専ダゴ」と呼ばれて市民から愛されている。店主は学生がお腹いっぱいに食べられるよう鉄板いっぱいに広げて焼く大型のお好み焼きをメニューに取り入れ大牟田名物となっている。九州7県では人口あたりのお好み焼き店の数において大牟田市が1位、荒尾市が2位となっている。基本的には関西風であるが、キャベツの切り方はみじん切りの関西風に対し、ざく切りにする店が多く山芋等の材料は使用せず、ひっくり返した際コテで押さえ付けてもっちりとさせた食感に仕上げ、ソースはとんかつソースベースのこってり甘口の関西風に対し、ウスターソースをベースにとんかつソースをブレンドしたさらっとした口当たりでコショウや一味唐辛子を加えたパンチの効いた辛口が主流である。また、この地域のお好み焼きの特徴にモヤシを入れたお好み焼き屋も多く市民にも親しまれた味であり、モヤシ入りお好み焼きの発祥地と言える。そのほかにも広島風やもんじゃ焼を提供する店も存在する。
北九州市では、マヨネーズとケチャップを混ぜたオーロラソースをつけて食べるのが定番となっている。
宮崎市には、神戸風の肉天が名物として提供される地域もある。
熊本市域ではお好み焼きに刻んだ沢庵を入れる店が多く、肉は薄切りではなくひき肉を入れる店もある。

### 沖縄
沖縄県には「ヒラヤーチー」（平焼き）と呼ばれる料理があり、これはキャベツではなくネギやニラなどを使用する一銭洋食やどんどん焼きに近い軽食である。また、「ポーポー」という小麦粉の薄焼きで味噌や黒糖などを巻いた菓子もあり、こちらはお好み焼きの祖先とされる「麩の焼き」に酷似している。

### 日本国外
- 台湾では「大阪燒」（ダーバンシャオ/中:DàBǎnShāo）の名称で、四角いお好み焼きが、屋台などで広く売られている。
- オーストラリア・クイーンズランド州でも人気のお好み焼き屋があり、マーケットやイベント等で出店されることがある。
- オタフクソースによると、日本国外の「お好み焼」をメインにした専門店は、2018年現在で約330店、2019年現在で約350店あるという[40]。同社は、イスラム教で禁忌である酒精・豚肉エキスを使わないソースをマレーシアで開発し、2017年より発売している。現地でハラール認証を得て、売れ行きを伸ばしているという[出典 133]。

### 露店
祭りなどの露店・屋台でも、お好み焼きは定番の料理である。かつては関西においても洋食焼きスタイルの重ね焼きが主流であったが、現在は混ぜ焼きを供する店や、中華麺を加えて広島風として提供する店が増えている。また、割り箸に巻きつける形で焼いた「はしまき」「箸巻き」「はし巻」、今川焼きのような形状に焼き上げた「大阪焼き」（関西地方や東海地方では「リング焼き」とも）、厚く焼いた混ぜ焼きをカットして割り箸や串に刺したものなど、立ち食い・歩き食いがしやすいように工夫されたお好み焼きも多くの屋台で供される。

## 冷凍食品
お好み焼きを急速冷凍した冷凍食品が、食品メーカーやソースメーカー、スーパーやコンビニ各社、有名お好み焼き店などから販売されている。1～3か月ほどの長期保存が可能となっており、いつでもお好み焼きを食べることが出来る人気商品である。
フライパンで焼くタイプのものは、香ばしい触感を味わうことができる。電子レンジで温めるタイプは、5分ほど加熱するだけでフワっとしたお好み焼きを食べられるため、手軽さが人気である。

## お好み焼き屋

### 店舗数
上記のような「広島風」「関西風」「その他」のお好み焼きの飲食店は、全国に数多く存在しているが都道府県によってバラつきがあり、2020年現在のデータによると下記のような店舗数となっている。
これによると、都道府県別の店舗数では、1位が広島県(1162件)、2位が大阪府(1078軒)、3位が兵庫県(886軒)、4位が東京都(631軒)、5位が愛知県(545軒)……である。広島県を除くと、人口密集地が多くなっている。店舗数が少ないのは、主に東北地方である。また、意外なことに中国地方でありながら広島県に近い、島根県・鳥取県では極めて少ないことが分かる。
一方で、10万人あたりのお好み焼き屋の店舗数は、1位が広島県(41.48件)、2位が徳島県(17.65軒)、3位が愛媛県(16.92軒)、4位が兵庫県(16.20軒)、5位が岡山県(15.40軒)……と、中国・四国地方が上位に並んでいる。
| 順位 | 都道府県 | 店舗数 | 10万人あたり | 偏差値 |
| ---- | -------- | ------ | ------------ | ------ |
| 1    | 広島県   | 1162軒 | 41.48軒      | 100.1  |
| 2    | 徳島県   | 127軒  | 17.65軒      | 64.72  |
| 3    | 愛媛県   | 226軒  | 16.92軒      | 63.64  |
| 4    | 兵庫県   | 886軒  | 16.20軒      | 62.57  |
| 5    | 岡山県   | 291軒  | 15.40軒      | 61.39  |
| 6    | 高知県   | 104軒  | 15.03軒      | 60.83  |
| 7    | 香川県   | 123軒  | 12.93軒      | 57.73  |
| 8    | 京都府   | 324軒  | 12.56軒      | 57.17  |
| 9    | 大阪府   | 1078軒 | 12.19軒      | 56.62  |
| 10   | 和歌山県 | 111軒  | 12.03軒      | 56.38  |
| 11   | 福井県   | 87軒   | 11.34軒      | 55.36  |
| 12   | 山口県   | 149軒  | 11.10軒      | 55.00  |
| 13   | 奈良県   | 121軒  | 9.13軒       | 52.08  |
| 14   | 石川県   | 99軒   | 8.74軒       | 51.5   |
| 15   | 富山県   | 88軒   | 8.50軒       | 51.14  |
| 16   | 長崎県   | 108軒  | 8.23軒       | 50.74  |
| 17   | 岐阜県   | 156軒  | 7.88軒       | 50.23  |
| 18   | 熊本県   | 134軒  | 7.71軒       | 49.97  |
| 19   | 三重県   | 130軒  | 7.34軒       | 49.42  |
| 20   | 島根県   | 49軒   | 7.30軒       | 49.36  |
| 21   | 愛知県   | 545軒  | 7.22軒       | 49.25  |
| 22   | 福岡県   | 370軒  | 7.20軒       | 49.22  |
| 23   | 鹿児島県 | 103軒  | 6.48軒       | 48.15  |
| 24   | 鳥取県   | 35軒   | 6.32軒       | 47.91  |
| 25   | 宮崎県   | 67軒   | 6.26軒       | 47.82  |
| 26   | 大分県   | 70軒   | 6.22軒       | 47.77  |
| 27   | 静岡県   | 216軒  | 5.94軒       | 47.35  |
| 28   | 滋賀県   | 83軒   | 5.87軒       | 47.24  |
| 29   | 佐賀県   | 44軒   | 5.42軒       | 46.57  |
| 30   | 東京都   | 631軒  | 4.49軒       | 45.19  |
| 31   | 栃木県   | 80軒   | 4.14軒       | 44.67  |
| 32   | 群馬県   | 70軒   | 3.61軒       | 43.88  |
| 33   | 茨城県   | 102軒  | 3.56軒       | 43.81  |
| 34   | 山梨県   | 27軒   | 3.33軒       | 43.47  |
| 35   | 千葉県   | 182軒  | 2.90軒       | 42.83  |
| 36   | 埼玉県   | 198軒  | 2.70軒       | 42.53  |
| 37   | 長野県   | 55軒   | 2.68軒       | 42.51  |
| 38   | 沖縄県   | 38軒   | 2.59軒       | 42.37  |
| 39   | 山形県   | 26軒   | 2.43軒       | 42.14  |
| 40   | 神奈川県 | 224軒  | 2.42軒       | 42.13  |
| 41   | 北海道   | 102軒  | 1.95軒       | 41.43  |
| 42   | 青森県   | 24軒   | 1.94軒       | 41.4   |
| 43   | 岩手県   | 23軒   | 1.90軒       | 41.35  |
| 44   | 新潟県   | 41軒   | 1.86軒       | 41.29  |
| 45   | 福島県   | 29軒   | 1.58軒       | 40.88  |
| 46   | 宮城県   | 36軒   | 1.56軒       | 40.85  |
| 47   | 秋田県   | 10軒   | 1.04軒       | 40.08  |